# Dinastia Lý
A dinastia Lý (em vietnamita: Nhà Lý, chữ Nôm: 茹李, chữ Hán: 朝李, vietnamita: triều Lý), oficialmente Đại Cồ Việt (chữ Hán: 大瞿越) de 1009 a 1054 e Đại Việt (chữ Hán: 大越) de 1054 a 1225, foi uma dinastia vietnamita que existiu de 1009 a 1225. Foi estabelecido por Lý Công Uẩn quando ele derrubou a dinastia Lê. A dinastia terminou quando a imperatriz reinante Lý Chiêu Hoàng (então com 8 anos) foi pressionada a abdicar do trono em favor de seu marido, Trần Cảnh, em 1225. A dinastia durou 216 anos. Durante o reinado de Lý Thánh Tông, o nome oficial do estado foi alterado de Đại Cồ Việt para Đại Việt, um nome que permaneceria como o nome oficial do Vietnã até o início do século XIX.
Internamente, enquanto os imperadores Lý eram devotos em sua adesão ao budismo, a influência do confucionismo da China estava aumentando, com a abertura do Templo da Literatura em 1070, construído para a veneração de Confúcio e seus discípulos. Seis anos depois, em 1076, o Quốc Tử Giám ( Guozijian) foi estabelecido dentro do mesmo complexo; inicialmente, a educação era limitada aos filhos do imperador, da família imperial, bem como aos mandarins e à nobreza, servindo como a primeira instituição universitária do Vietnã. O primeiro exame imperial foi realizado em 1075 e Lê Văn Thịnh tornou-se o primeiro Trạng Nguyên (Zhuangyuan) do Vietnã.
Politicamente, a dinastia estabeleceu um sistema de administração baseado no Estado de Direito e não em princípios autocráticos. Eles escolheram a Cidadela de Đại La como capital (mais tarde renomeada Thăng Long e posteriormente Hanói). A Dinastia Ly manteve o poder em parte devido à sua força econômica, estabilidade e popularidade geral entre a população, e não por meios militares, como as dinastias anteriores. Isso criou um precedente histórico para as dinastias seguintes, pois antes da Dinastia Ly, a maioria das dinastias vietnamitas durava muito pouco e frequentemente entrava em declínio após a morte do fundador da respectiva dinastia.
Estudiosos nobres como Lê Văn Thịnh, Bùi Quốc Khái, Doãn Tử Tư, Đoàn Văn Khâm, Lý Đạo Thành e Tô Hiến Thành fizeram vastas contribuições cultural e politicamente, permitindo que a dinastia florescesse por 216 anos.

## História

### Fundação
O último imperador da dinastia Lê, o impopular Lê Long Đĩnh, morreu em 1009. Seu filho, o príncipe herdeiro, ainda era muito jovem e não podia assumir o poder de seu próprio pai. Membros da corte imperial, incluindo o oficial Đào Cam Mộc e o monge budista Vạn Hạnh, decidiram instalar o general Lý Công Uẩn para se tornar o novo imperador de Đại Cồ Việt. 
O primeiro governante da dinastia Lý, Lý Công Uẩn, era de ascendência chinesa Min (do reino Min, hoje província de Fujian).     A identidade de seu pai biológico é desconhecida; da mesma forma, pouco se sabe sobre seu lado materno, exceto que sua mãe tinha o sobrenome Phạm.  Muito poucos detalhes diretos sobre seus pais (pai biológico desconhecido, mãe e pai adotivo Lý Khánh Văn) são conhecidos,  no entanto, a origem étnica chinesa de Lý Công Uẩn, pelo menos do lado paterno, foi aceita pelo historiador vietnamita Trần Quốc Vượng.  O clã Lý do pai adotivo de Lý Công Uẩn, Lý Khánh Văn, era um clã Vietic Tao-hua originário das regiões montanhosas do distrito de Feng.
O próprio Công Uẩn nasceu em 974 dC na região de Cổ Pháp, circuito de Bắc Giang (agora em Từ Sơn, província de Bắc Ninh, Vietnã). Quando tinha três anos, Công Uẩn foi adotado por um monge do pagode Cổ Pháp chamado Lý Khánh Văn, cujo sobrenome Công Uẩn herdou.  O bonito e inteligente Công Uẩn foi considerado uma criança extraordinária pelo mestre budista Zen Vạn Hạnh. Quando maduro, ele se juntou à guarda do palácio e subiu na hierarquia até o posto de comandante.  Em 1009, Công Uẩn sucedeu Lê Long Đĩnh da família Lê, fundando assim a dinastia Lý. 

### Movendo a capital

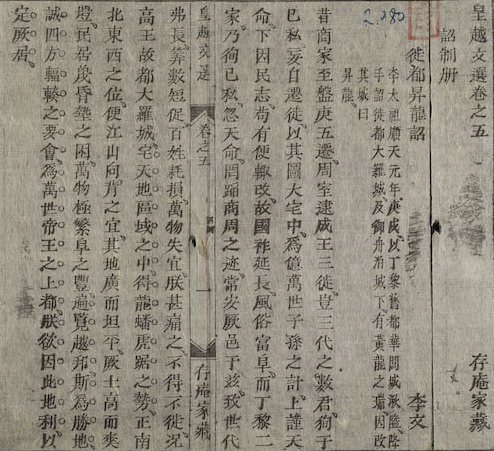
Thiên đô chiếu (遷都詔), escrito em 1009 pelo imperador Lý Thái Tổ quando ele decidiu se mudar de Hoa Lư para Đại La (mais tarde renomeado Thang Long, hoje conhecido como Hanói)
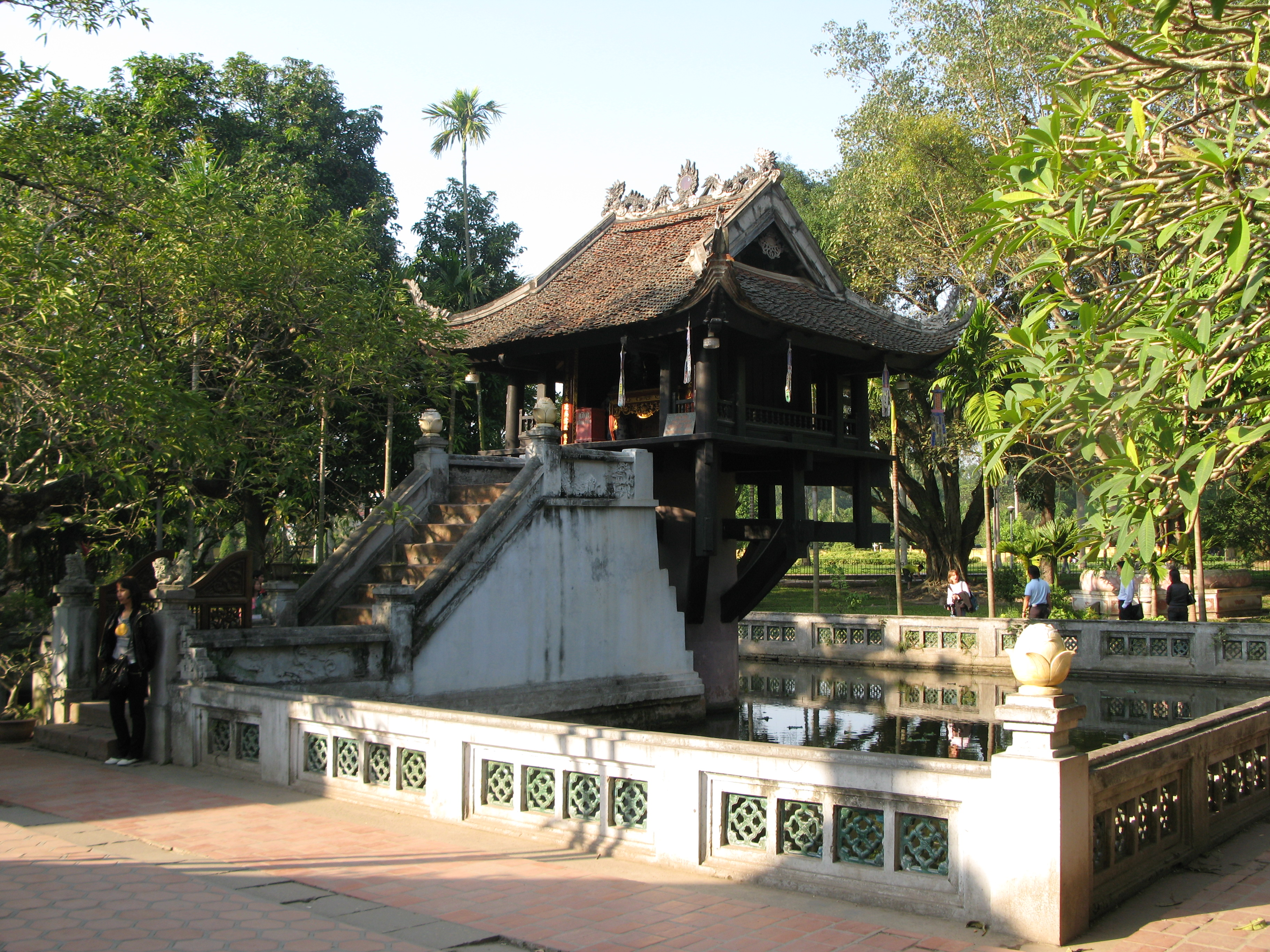
Pagode de Um Pilar, construído pelo imperador Lý Thái Tông em 1049

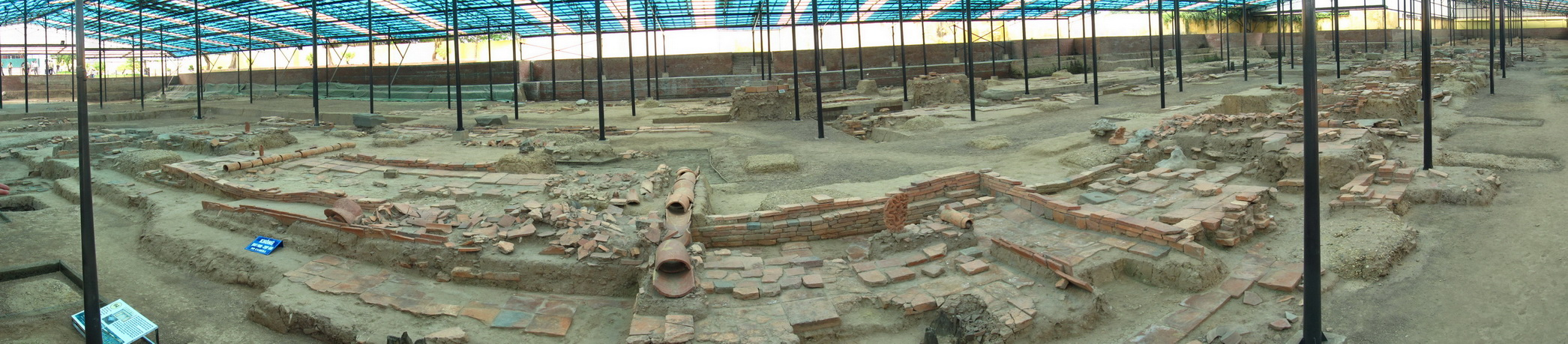
Ruínas da Cidadela Imperial de Thăng Long, da dinastia Lý.

Após um ano de entronização, em 1010, Lý Thái Tổ começou a mudar a capital de Hoa Lư (Ninh Bình) para Đại La (Hà Nội), e a renomeou como Thang Long. Ele escreveu o Édito sobre a Transferência da Capital para anunciar seu plano de se mudar para o novo local. 
Esta decisão teve uma influência marcante no Vietnã, inaugurando a era florescente da dinastia. Dinastias seguintes como Trần, Lê e Mạc continuaram a usar Hà Nội como sua capital, assim como a República Socialista do Vietnã hoje. 

### Crise dos três príncipes
Em 1028, Lý Thái Tổ morreu aos 55 anos com o nome póstumo Thần Vũ hoàng đế (神武皇帝), e foi enterrado na tumba imperial de Thọ Lăng.
Em seu funeral, a maioria de seus mandarins esperava que o príncipe herdeiro Lý Phật Mã (Príncipe Khai Thiên) assumisse o trono. No entanto, três de seus irmãos: Príncipe Đông Chinh (Đông Chinh vương), Príncipe Dực Thánh (Dực Thánh vương) e Príncipe Vũ Đức (Vũ Đức vương) rejeitaram a decisão e atacaram o palácio imperial com seus próprios exércitos para tomar o trono do príncipe Khai Thiên. 
Lý Phật Mã descobriu a conspiração, ordenou que todos os portões do palácio fossem fechados e providenciou guardas para proteção. Entretanto, seu eunuco Lý Nhân Nghĩa o aconselhou a se envolver com traidores. Lý Phật Mã decide deixar Lý Nhân Nghĩa liderar o exército imperial para lutar contra seus irmãos. Lý Nhân Nghĩa teve sucesso em sua campanha e capturou Vũ Đức Vương, enquanto os outros dois príncipes escaparam. Lý Phật Mã então entronizou e assumiu o nome de templo Lý Thái Tông . Ele concedeu misericórdia a todos aqueles que tentaram se opor a ele e perdoou seus dois irmãos Đông Chinh vương e Dực Thánh vương, permitindo que eles retornassem às suas posições anteriores.  O imperador emitiu uma regra exigindo que os funcionários do governo fizessem um juramento anual de lealdade, com punições pesadas para aqueles que o evitassem. 

### Era de ouro

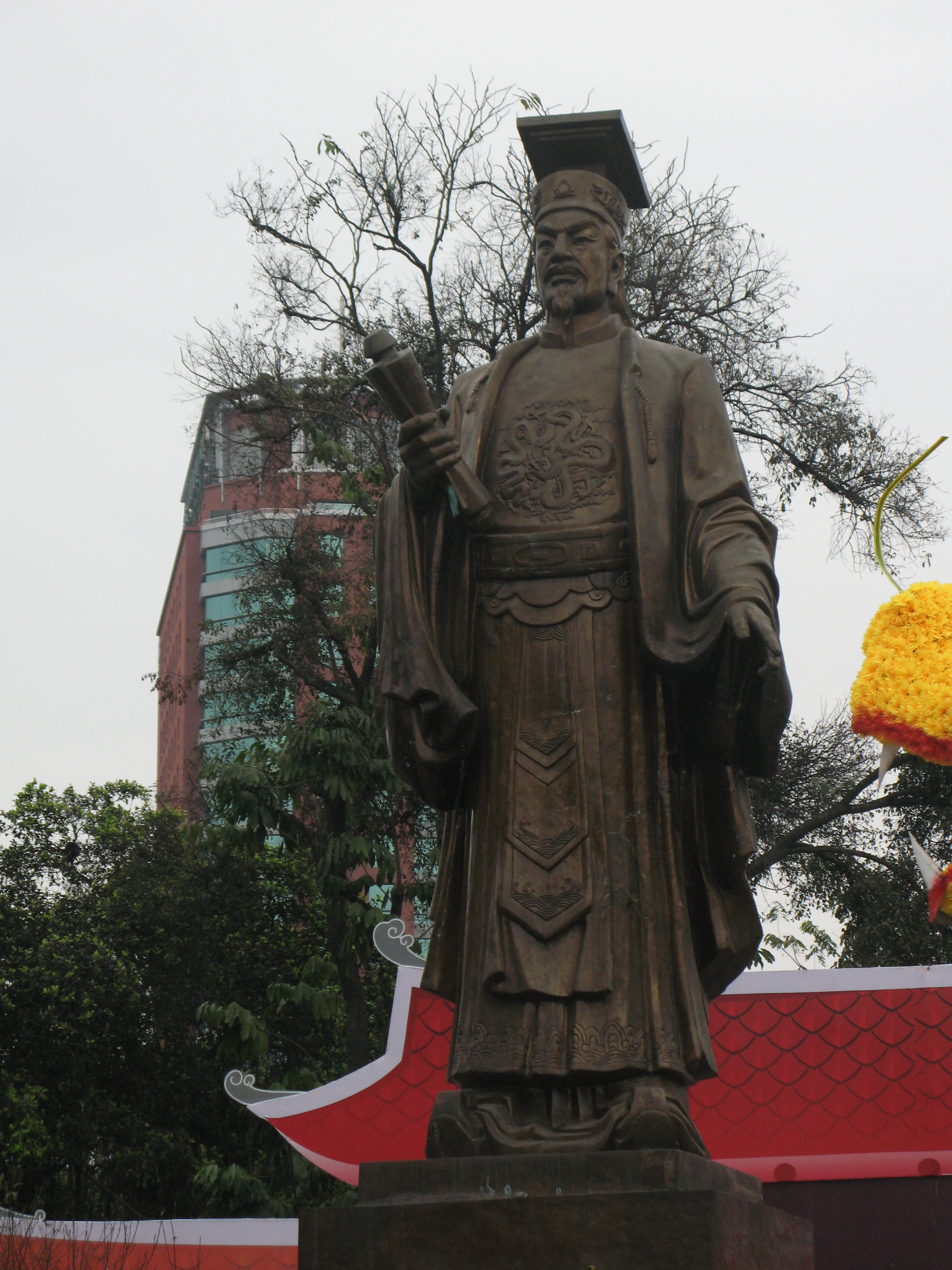
Estátua do imperador Lý Thái Tổ (974–1028), Hanói

A partir do reinado de Lý Thái Tổ com os outros imperadores, a dinastia Lý começou a se concentrar na resolução de algumas situações maiores e menores: 
- Fortalecer o governo interno: a economia foi promovida a alto progresso, especialmente a agricultura. O governo introduziu o "Hình thư" (Ministério das Punições) como o primeiro sistema de lei e legislação do Vietname após ganhar a independência da China e abriu o sistema educacional baseado no exame imperial da China
- Fortalecer o território reinante: A corte imperial tentou expandir sua influência para áreas remotas administrando a política de casamento, como dar princesas para se casar com outros senhores locais para estreitar os relacionamentos com a família imperial. Para conciliar aqueles que não eram leais ao governo, o imperador ordenará aos príncipes que eliminem as revoltas.
- Protegendo o país de estrangeiros: Resolver e reconciliar alguns problemas menores com a dinastia Song, lutando contra as invasões de Nanzhao e Champá.

Um dos grandes eventos da dinastia Lý foi a mudança do nome do país de Đại Cồ Việt (大瞿越) para Đại Việt (大越) em 1054 sob o reinado de Lý Thánh Tông.  Durante a dinastia Lý, os vietnamitas iniciaram sua longa marcha para o sul (Nam tiến) às custas dos Chams. Em 1069, o Reino de Champá ganhou apoio da dinastia Song e parou de pagar tributo a Đại Việt. Como resultado, o imperador Lý Thánh Tông ordenou uma expedição contra Champá e capturou com sucesso o rei Rudravarmã III de Champá. Rudravarmã III teve que assinar um tratado com Lý Thánh Tông para ceder três territórios Địa Lí, Ma Linh e Bố Chính (modernos Quảng Trị e Quảng Bình) a Đại Việt em troca de sua libertação.  Champa também teve que restaurar o sistema tributário da dinastia Lý.
Os imperadores Lý apoiaram a melhoria do sistema agrícola do Vietnã construindo e reparando diques e canais e permitindo que os soldados retornassem às suas aldeias para trabalhar durante seis meses de cada ano. À medida que seu território e população se expandiam, os imperadores Lý olhavam para a China como um modelo para organizar um estado forte e administrado centralmente. 

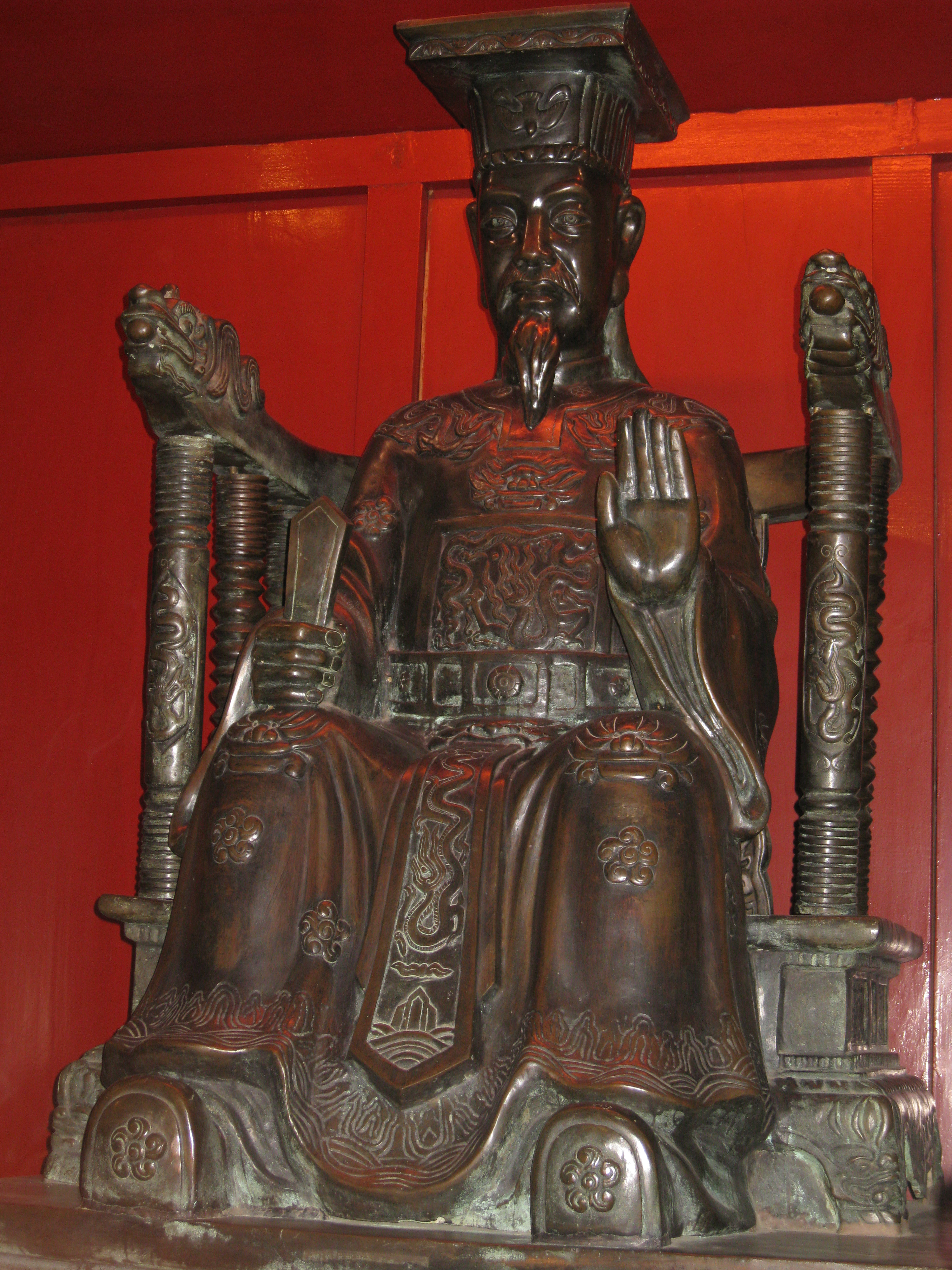
Estátua do imperador Lý Thánh Tông (1054–1072)

Em 1070, Lý Thánh Tông ordenou a construção da Academia Imperial (Quốc Tử Giám) e do Templo confucionista Văn Miếu para impulsionar a educação. Oficiais menores foram escolhidos por meio de exames pela primeira vez em 1075, e um instituto de treinamento para o serviço público foi criado em 1076. Em 1089, foi estabelecida uma hierarquia fixa de funcionários do Estado, com nove graus de funcionários civis e militares. Os exames para cargos públicos tornaram-se obrigatórios e foram realizados concursos literários para determinar as classificações dos funcionários. 
O imperador Lý Thánh Tông morreu em 1072, o príncipe herdeiro Càn Đức foi entronizado aos 7 anos como imperador Lý Nhân Tông . A imperatriz viúva Dương tornou-se regente, mas foi deposta no ano seguinte por uma conspiração da mãe de Lý Nhân Tông, a concubina Ỷ Lan . Ela ordenou que a ex-imperatriz fosse enterrada viva no mausoléu do imperador junto com mais de 70 servos.  Ỷ Lan tornou-se então regência com a ajuda do chanceler Lý Thường Kiệt.
Na década de 1050, as tensões entre Đại Việt e a dinastia Song aumentaram. Em 1075, Wang Anshi, o chanceler da dinastia Song, disse ao Imperador Shenzong que Đại Việt foi destruído por Champa, com menos de dez mil soldados sobreviventes, então seria uma boa ocasião para anexar o país. O imperador Song então mobilizou suas tropas, o que levou o imperador Lý Nhân Tông a autorizar uma invasão preventiva no território Song. Lý Thường Kiệt liderou um exército para capturar Qinzhou, Lianzhou e sitiou Yongzhou (atual Nanning). Yongzhou caiu em 1076 e sua população de 58.000 habitantes foi massacrada. Os Song enviaram um grande exército para invadir Đại Việt, mas Lý Thường Kiệt conseguiu detê-los na Batalha de Như Nguyệt (1077). Os Song e Dai Viet então fariam um tratado de paz. Os Song devolveram suas terras conquistadas a Đại Việt e reconheceram Lý Nhân Tông como Rei de Nam Bình. 

### Crises de sucessão e regências
O imperador Lý Nhân Tông foi o governante que reinou por mais tempo na história do Vietnã. Como não tinha filhos, seu sobrinho Lý Dương Hoán (李陽煥), que ele adotou, foi escolhido para ser o príncipe herdeiro. Lý Nhân Tông morreu em 1128. Lý Dương Hoán foi entronizado aos 11 anos e adotou o nome de templo Lý Thần Tông. A morte de Lý Nhân Tông marcou a transição da sucessão da linha principal para a linha de cadetes. Lý Thần Tông morreria jovem depois de governar por 10 anos. O príncipe herdeiro Lý Thiên Tộ foi então entronizado como imperador Lý Anh Tông aos 3 anos de idade. 

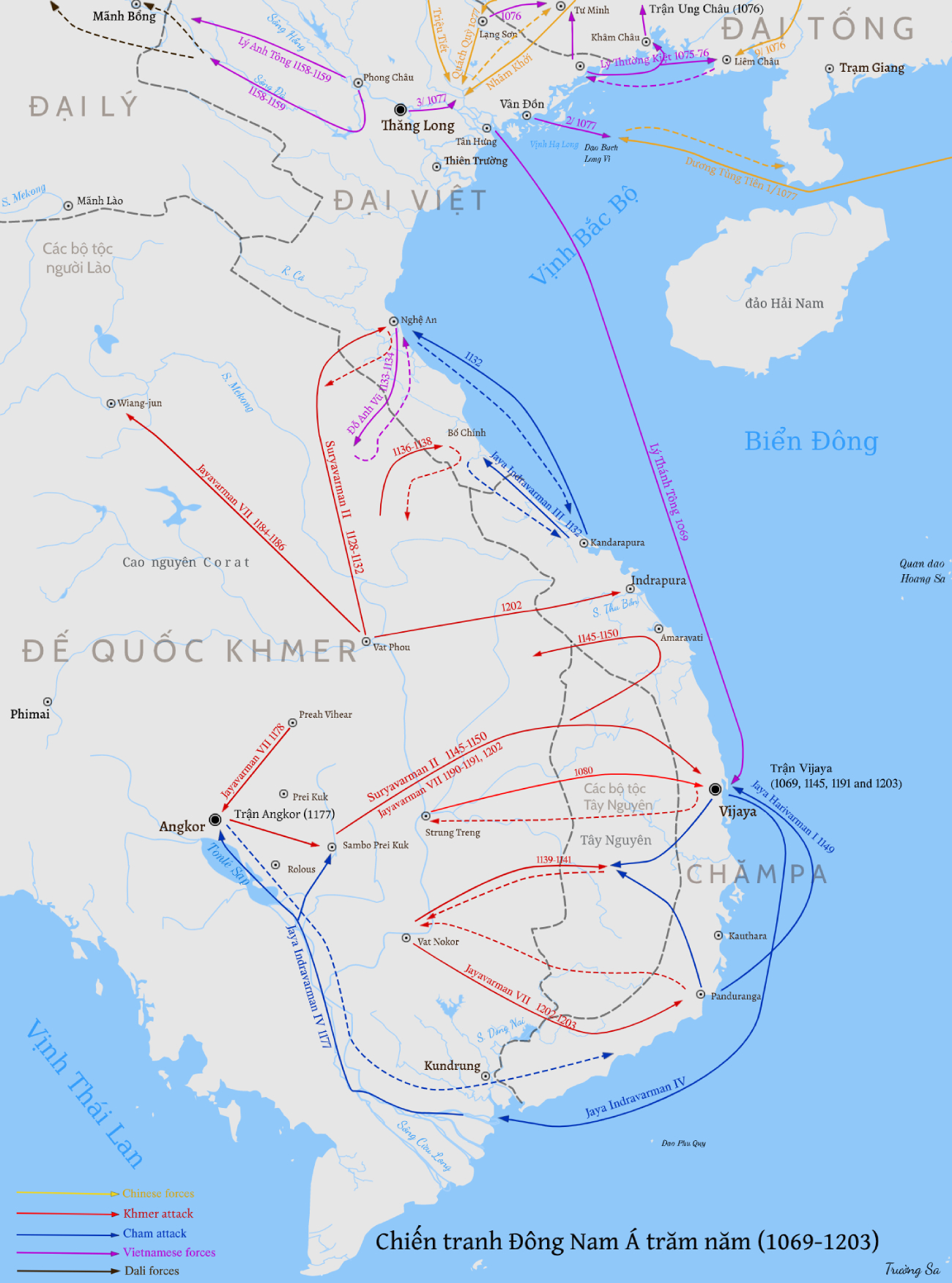
Guerras travadas entre 1069-1203 por Đại Việt

A Imperatriz Cảm Thánh de Thần Tông tornou-se regente. Seu amante, o comandante Đỗ Anh Vũ (杜英武), ascenderia ao poder na corte. Isso encontrou oposição de outros mandarins e membros imperiais, que se organizaram para prender Đỗ Anh Vũ. Entretanto, pela intervenção da imperatriz, ele não foi morto, mas sim banido como camponês. A imperatriz viúva usou sua influência para restaurar a posição de Anh Vũ, ele foi posteriormente perdoado e se vingou das pessoas que tentaram prendê-lo. O imperador teve que aprovar a contragosto e os inimigos de Anh Vũ foram acusados e depois executados. Đỗ Anh Vũ morreu em 1158. Tô Hiến Thành (蘇憲誠), parente de Anh Vũ, mais tarde se tornou chanceler. Diferentemente de seu cunhado, Tô Hiến Thành era leal à corte de Lý, suas habilidades e talentos foram comprovados na organização de campanhas militares bem-sucedidas contra as rebeliões de Thân Lợi e Ngưu Hống. 
Em 1174, o príncipe herdeiro de Lý Anh Tông, Lý Long Xưởng, envolveu-se em devassidão com uma concubina do imperador, ele foi aposentado do título e substituído por Lý Long Cán. Em 1175, o imperador Anh Tông morreu aos 40 anos, o jovem Lý Cao Tông foi entronizado com Tô Hiến Thành novamente mantendo a regência. 
Lý Cao Tông tornou-se imperador aos três anos. Sua mãe, Concubina Đỗ, tornou-se viúva da Imperatriz Chiêu Thiên Chí Lý. Seu irmão mais novo, Đỗ An Di, tornou-se parente consorte e Tô Hiến Thành ainda era regente e professor para ensinar o imperador. A imperatriz Chiêu Linh, mãe do príncipe deposto Lý Long Xưởng, tentou retomar o trono para seu filho, mas falhou devido à determinação de Tô Hiến Thành. 
Em 1179, o chanceler Tô Hiến Thành morreu quando o imperador Cao Tông tinha apenas seis anos e Đỗ An Di o substituiu como regente. Em 1188, Đỗ An Di morreu e Ngô Lý Tín o substituiu até sua morte em 1190. Então, Đàm Dĩ Mông (譚以蒙), o irmão mais novo da Imperatriz An Toàn, tornou-se regente. 
O imperador Lý Cao Tông seguiu uma política corrupta na qual pessoas ricas podiam se comprar para se tornarem altos funcionários, o que levou a nação à crise. Ele desfrutava de uma vida luxuosa e explorava seu povo para construir palácios, o que resultou no acúmulo de ódio entre as pessoas e revoltas acontecendo. 

### Rebeliões e guerra civil
A rebelião de Quách Bốc foi a principal razão do enfraquecimento da dinastia. Em 1207, o governador Đoàn Thượng (段尚) de Hồng Châu (agora províncias de Hải Dương e Hải Phòng) iniciou a revolta contra a corte. O imperador ordenou aos generais Phạm Bỉnh Di (范秉異), Phạm Du (范兪), Đàm Dĩ Mông e os outros que liderassem o exército para suprimir a revolta. No entanto, Đoàn Thượng corrompeu Phạm Du para que recuasse sua infantaria e persuadisse o imperador a recuar todos os soldados. 
Phạm Du foi então enviado para treinar os militares em Nghệ An, mas começou a recrutar criminosos para seus próprios interesses. O imperador Cao Tông despachou Phạm Bỉnh Di para capturar Phạm Du, Du perdeu a batalha e fugiu para a província de Hồng. Em 1209, Phạm Bỉnh Di obteve vitória sobre os rebeldes Đoàn Thượng. O imperador então convocou Du de volta a Thăng Long, mas Du caluniou Phạm Bỉnh Di para provar sua inocência. Cao Tông confiou na acusação de Du e ordenou a captura de Phạm Bỉnh Di e seu filho (Phạm Phụ). Após a captura de seu senhor, Quách Bốc (郭卜), um general de Bỉnh Di, decidiu atacar o palácio imperial para resgatar seu mestre. O imperador Cao Tông mandou matar Bỉnh Di e seu filho e ambos fugiram para Phú Thọ. Quách Bốc capturou o palácio imperial e instalou o príncipe Lý Thầm como o novo imperador. 
O príncipe Lý Hạo Sảm (李日旵) fugiu para Hải Ấp com sua mãe, a imperatriz An Toàn, onde conheceram o líder do clã Trần, Trần Lý (陳李) e o general Tô Trung Từ, ambos apoiam Lý Hạo Sảm como imperador. Lý Hạo Sảm era então casado com a filha de Trần Lý, Trần Thị Dung (陳氏庸). O imperador Lý Cao Tông lutou contra Sảm, mas não conseguiu recuperar o trono. Finalmente, Trần Lý liderou o exército contra Quách Bốc e pôs fim à rebelião.  Entretanto, o reino Đại Việt já estava dividido por muitos senhores da guerra. 
Em 1210, Lý Cao Tông morreu. Lý Hạo Sảm foi entronizado como Imperador Lý Huệ Tông. O general Tô Trung Từ ganhou tanto poder que foi morto por outros oficiais. Seu sobrinho, Trần Tự Khánh, reuniu um exército e ameaçou a capital. O imperador Huệ Tông então recorreu ao senhor da guerra Đoàn Thượng, que se rebelou anteriormente em busca de ajuda, mas foi derrotado por Tự Khánh. O imperador teve que fugir para Lạng Sơn. 
Em 1214, Tự Khánh instalou o imperador Lý Nguyên Hoàng como governante fantoche. Ao mesmo tempo, Nguyễn Nộn, um senhor da guerra atacou a capital e queimou todos os palácios, forçando Tự Khánh e o imperador Nguyên Hoàng a se mudarem para Hà Nam. O país está novamente dividido por vários senhores da guerra, sendo os principais Nguyễn Nộn, Tự Khánh e Đoàn Thượng. 
No final de 1214, as forças de Trần Tự Khánh retomaram a capital e gradualmente conseguiram conquistar os senhores da guerra. Em 1217, Đoàn Thượng rendeu-se à corte, foi perdoado e recebeu o título de Príncipe de Hồng. No final de 1220, todos os senhores da guerra menores, exceto Nguyễn Nộn, foram subjugados. O próprio Nguyễn Nộn morreu de doença em 1229. 

### Ascensão do clã Trần
No inverno de 1216, Trần Thị Dung recebeu o título de Imperatriz. O povo do clã Trần foi então promovido a vários cargos importantes na corte: Trần Tự Khánh tornou-se chanceler, seu irmão Trần Thừa foi intitulado Marquês, o filho de Trần Thừa, Trần Liễu, foi intitulado Príncipe de Phụng Cần. 
Em 1217, o Imperador Lý Huệ Tông sofreu uma doença grave e ficou doente mentalmente. Ele ocasionalmente se chamava de Heaven General e dançava o dia todo segurando sua espada e escudo. Nessa época, a maioria dos assuntos da corte eram administrados pelo chanceler Trần Tự Khánh e não mais pelo imperador, e a base de poder da corte gradualmente mudou para o clã Trần. Em 1223, o chanceler Trần Tự Khánh morreu, Trần Thừa substituiu seu cargo e recebeu ainda mais privilégios do Imperador. 

### Abdicação de Lý Chiêu Hoàng
O imperador Huệ Tông não teve um filho como herdeiro. O capitão Trần Thủ Độ (primo de Trần Thừa) decidiu então que a segunda filha do imperador, a princesa Chiêu Thánh, seria coroada rainha de Đại Việt. Em 1224, Huệ Tông abdicou e deu o trono à princesa coroada. Lý Chiêu Hoàng, aos 6 anos, tornou-se a primeira rainha reinante do Vietnã. 
Trần Thủ Độ assumiu todo o manejo diário do tribunal de Lý. Ele trouxe seu sobrinho Trần Cảnh (o segundo filho de Trần Thừa) para se tornar o confidente da jovem rainha. Ambos então tiveram um relacionamento fechado. Com o objetivo de derrubar o governo da dinastia Lý, Trần Thủ Độ arranjou o casamento deles no ano seguinte. Trần Cảnh mais tarde tornou-se o consorte da dinastia Lý. Em 1226, Trần Thủ Độ forçou Lý Chiêu Hoàng a dar o trono a Trần Cảnh, Trần Thừa tornou-se o Imperador Regente Aposentado. O governo de Lý foi formalmente transferido para Trần. O ex-imperador Huệ Tông foi forçado a cometer suicídio no Templo Chân Giáo. Os aristocratas Lý foram então massacrados em 1232 por Thủ Độ. A dinastia Lý deixou de existir e a dinastia Trần foi oficialmente estabelecida. 
Depois que a dinastia Lý foi derrubada, alguns membros imperiais do clã escaparam para a Coreia e se tornaram generais da dinastia Goryeo.

## Sistema de serviço público

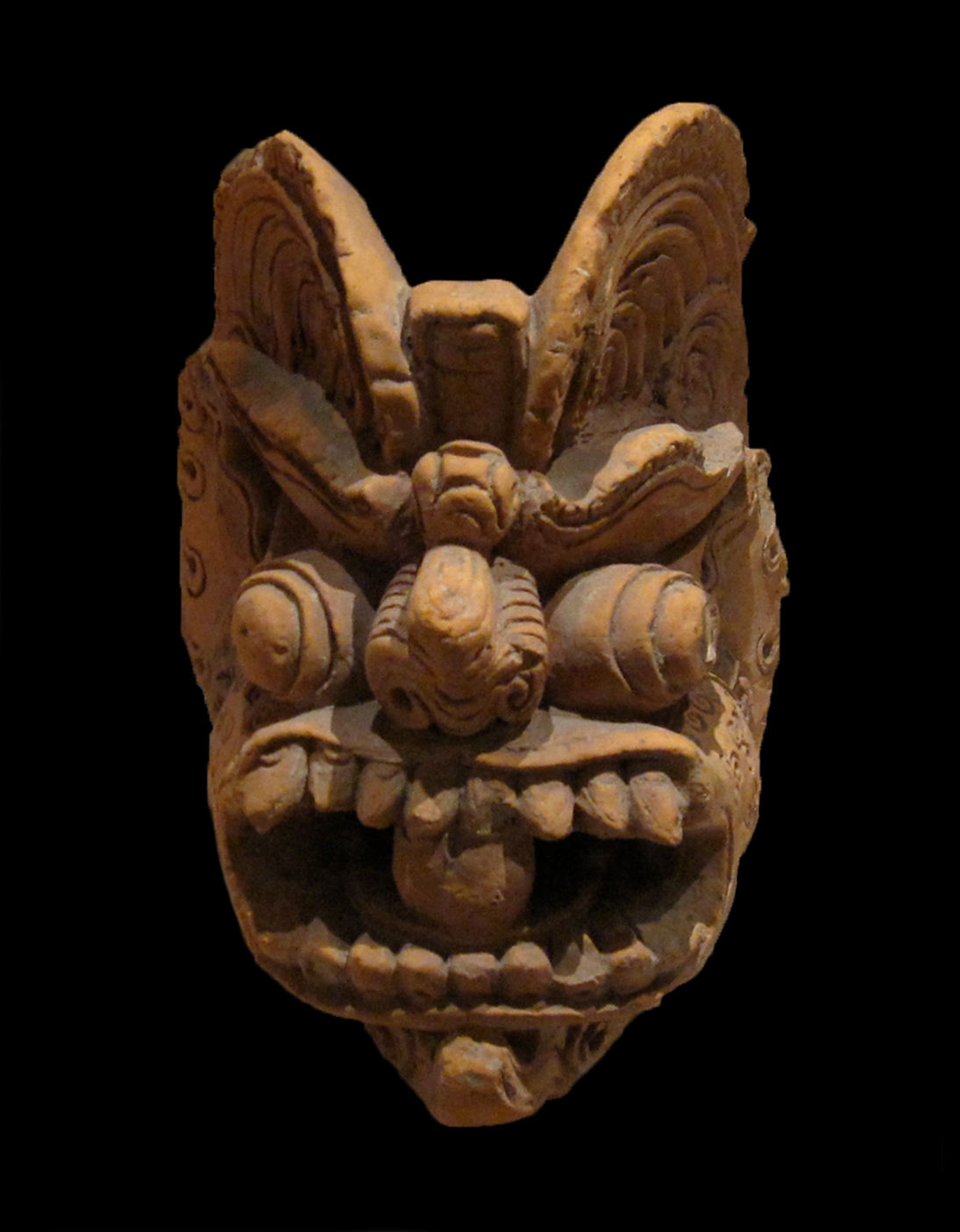
Cabeça de dragão de terracota, usada como decoração arquitetônica (séculos XI a XIII)

No nível central, sob o rei estavam os cargos Thái: Tam thái para os três mandarins literários (Thái sư, Thái bảo e Thái phó), e Thái úy para o mandarim marcial. Sob os Thái estavam as posições Thiếu como Thiếu sư, Thiếu bảo, Thiếu phó e Thiếu úy.

## Divisões administrativas
Em 1010, Lý Thái Tổ mudou as subdivisões de 10 đạo para 24 lộ.  O lộ foi possivelmente subdividido em châu (nas áreas montanhosas) ou phủ (nas terras baixas). O châu e o phủ foram subdivididos em huyện e giáp, e sob eles hương e ấp. Ele impôs a essas divisões impostos sobre a terra, o sal, o marfim e as especialidades da montanha. 

## Lei
Durante a dinastia Lý, as leis em Đại Việt eram baseadas principalmente em proclamações imperiais, embora existisse um corpo de leis composto por leis civis, leis criminais, leis de litígio e leis que tratavam do casamento. No entanto, como os governantes Lý eram budistas devotos, as punições durante essa era não eram muito severas. 

## Relações exteriores
A dinastia Lý manteve relações comerciais com a China, o Reino de Dali e outros reinos do Sudeste Asiático. 

### Dinastia Song

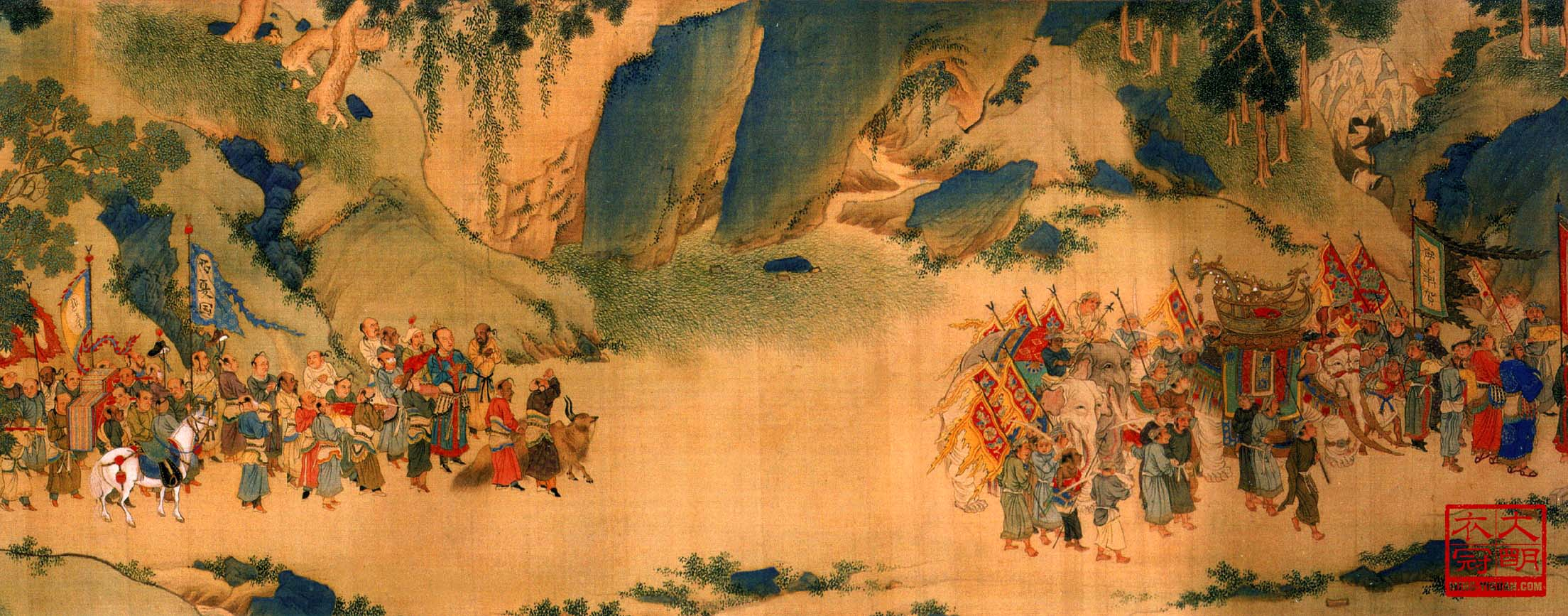
A missão tributária de Đại Việt (à direita) e a delegação de Xia Ocidental (à esquerda) para a China Song pintadas na dinastia Ming.

Nas relações externas com a dinastia Song, o Vietname agiu como um estado vassalo, embora no seu auge tenha enviado tropas para o território chinês para lutar contra os Song durante a Guerra Lý-Song.  
Em 1016, Lý Công Uẩn foi nomeado Jinghai Junjie Dushi (Comissário Militar de Jinghai) e foi coroado Giao Chi Quan Vuong (Rei de Giao Chi) pelo imperador Song.  Pela primeira vez nas relações da dinastia Song com o Vietname, a dinastia Song retribuiu os tributos de Lý em 1028 como reconhecimento do poder político dos Lý.  A dinastia Song também enviou oficiais para comparecer ao funeral de um rei vietnamita falecido pela primeira vez durante a dinastia Lý. 
As tensões entre Lý e Song aumentaram durante o reinado de Lý Nhân Tông (1072–1128), cujos militares tomaram Qinzhou, Lianzhou e Yongzhou ao longo da fronteira Lý-Song após seu ataque a Champá.  Em 1075, o primeiro-ministro Song, Wang Anshi, informou o imperador Song sobre o declínio do poder dos Lý após sua derrota pelos Champa, o que desencadeou a Guerra Lý-Song, durante a qual os Song lançaram uma invasão fracassada.  O conflito terminou depois de Lý Nhân Tông ter procurado a reconciliação após os sucessos militares de Lý. 

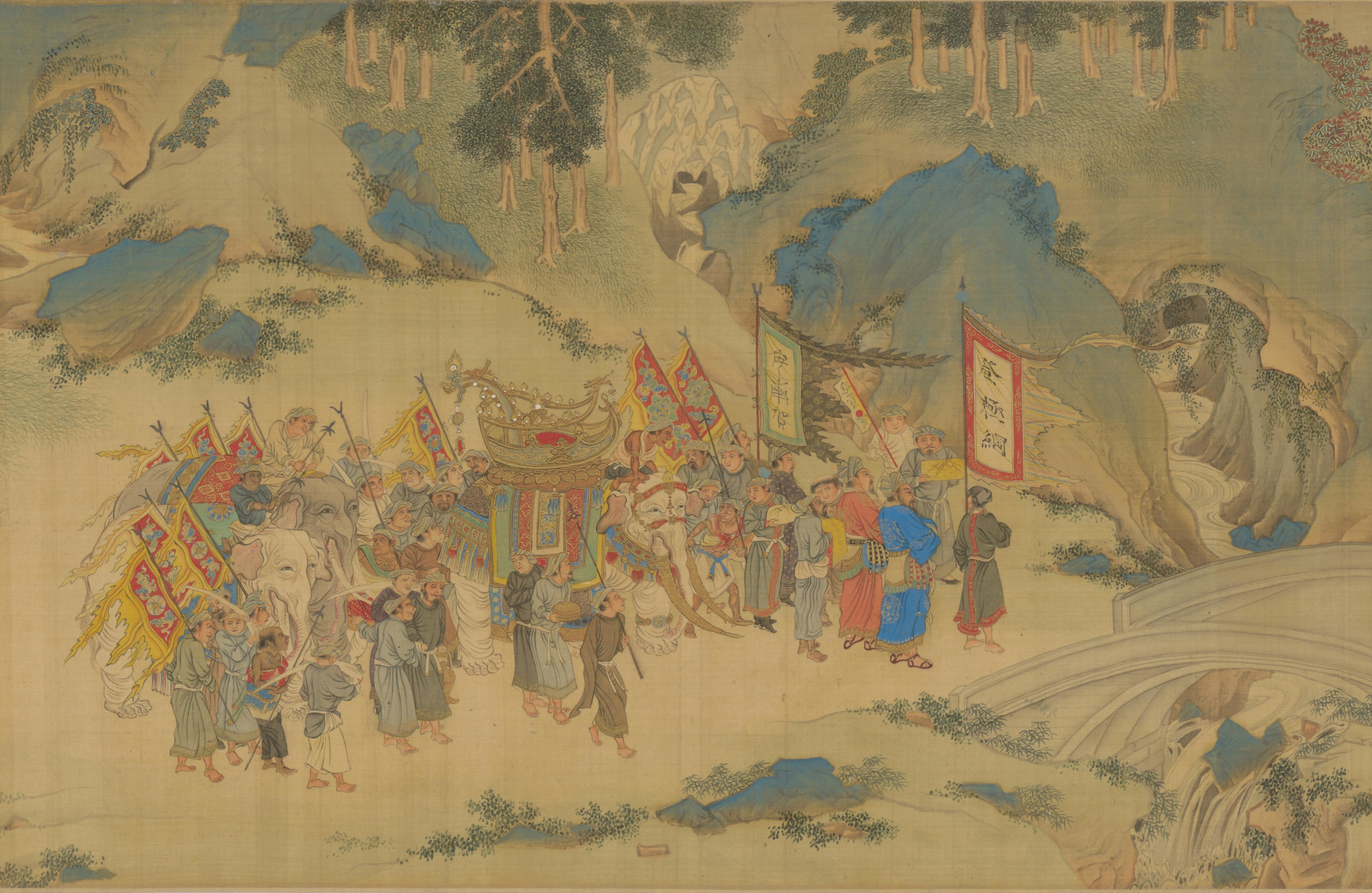
A missão tributária de Đại Việt para a China Song foi pintada na dinastia Ming.

Durante a era de Lý Anh Tông (1138–1175), a dinastia Song mudou seu nome para Vietnã de Jiaozhi (Giao Chi) para Annan (Aname). 

### Dinastia Jin

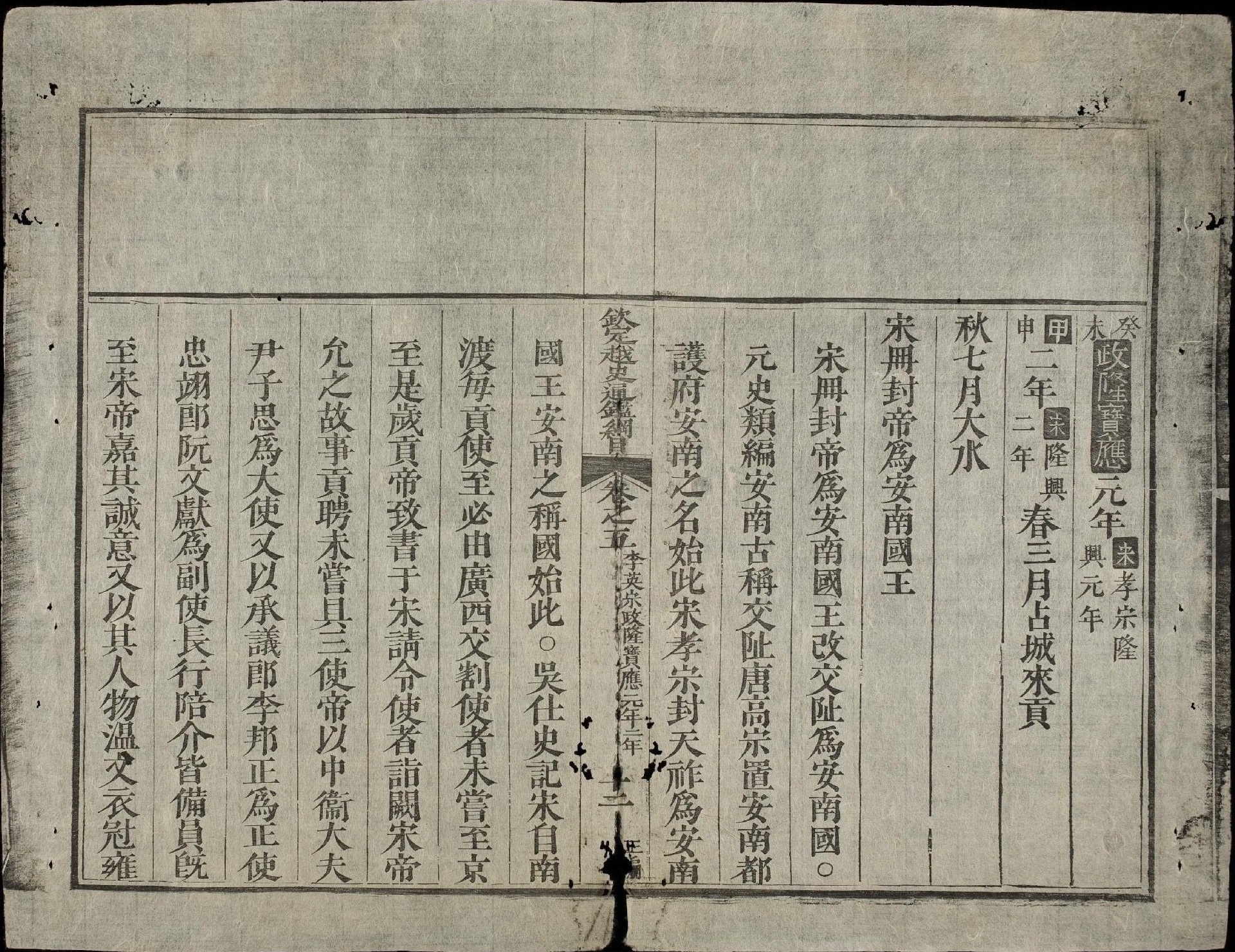
Doãn Tử Tư (尹子思) enviado de Đại Việt para Song do Sul. O imperador Xiaozong de Song concedeu o título de rei de Annam (An Nam quốc vương (安南國王).) ao imperador Lý Anh Tông em setembro de 1164)

Em 1168, o Imperador Jin Shizong enviou um emissário a Thăng Long para estabelecer relações. Os embaixadores Jin e Song visitaram a corte de Lý ao mesmo tempo, mas o imperador Lý Anh Tông ordenou que não os deixassem ficar juntos para evitar tensões. 

### Reino Dali
Em 1013, a administração da prefeitura montanhosa de Vị Long (agora no sudeste de Yunnan ) foi Hà Trắc Tuấn, aliado ao reino de Dali, começou a se rebelar contra o governo de Lý. As forças de Dali e Tuấn com apoios tribais invadiram Đại Cồ Việt na primavera de 1014. De acordo com An Nam chí lược, do historiador do século XIV Lê Tắc, Dali e as forças rebeldes somavam cerca de 30.000 soldados.  Eles ocuparam a província de Bình Nguyên (sudeste da província de Yunnan e Hà Giang), ficaram lá e esperaram que os reforços de Lý chegassem. Lý Thái Tổ enviou um exército e esmagou os rebeldes. O general de Dali , Yang Zhanghe, foi capturado. A paz foi restaurada na fronteira montanhosa nos anos seguintes. 

### Champá
Os Lý tinham relações comerciais com Champá e lutaram contra eles em 2 batalhas em 1044 e 1069 nas guerras Cham-Vietnamitas. 

## Religião

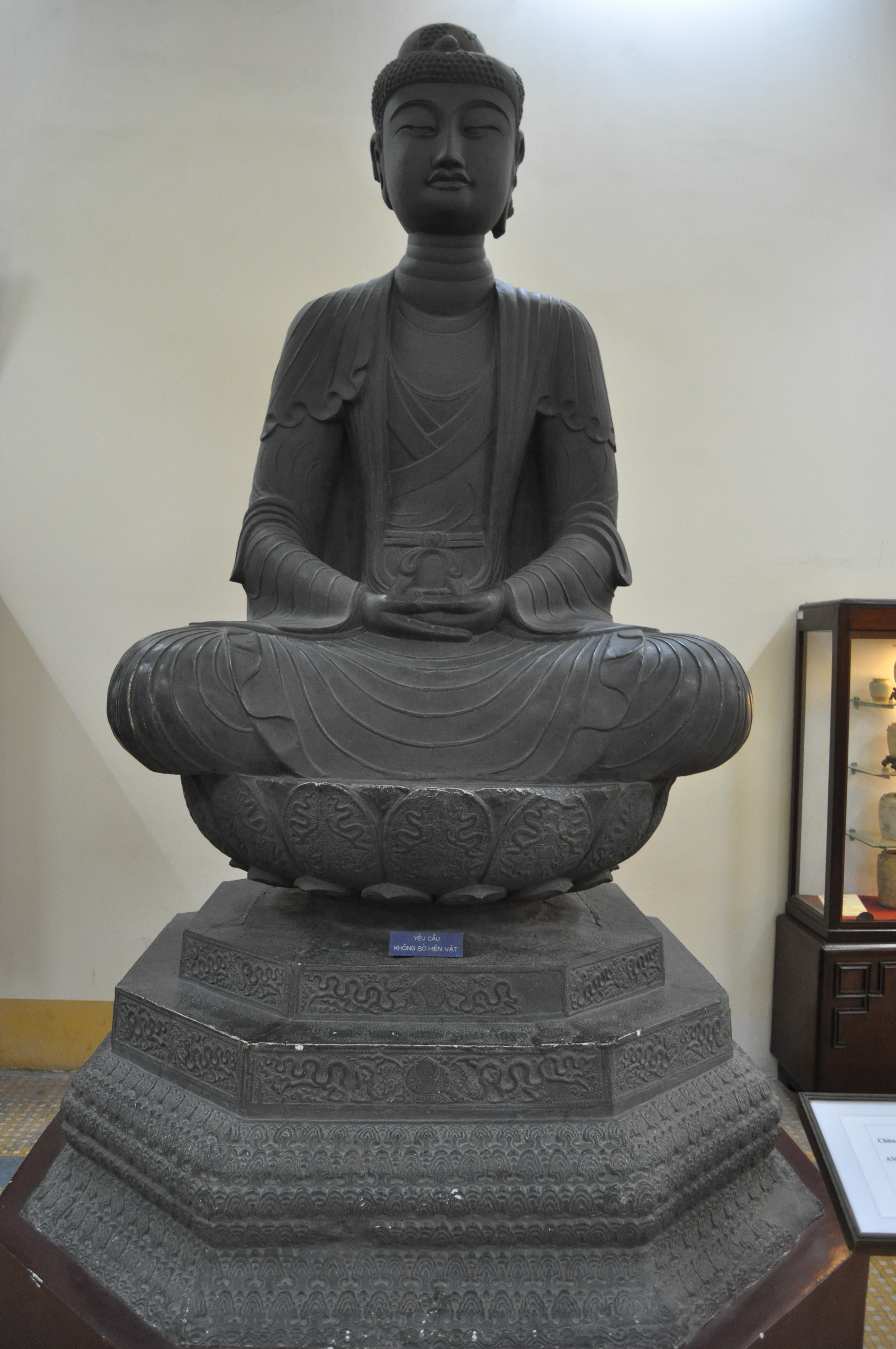
(Réplica) Estátua de Amitabha no templo Phật Tích, esculpida em 1057 durante a dinastia Ly

A principal religião da dinastia Lý era o budismo .  O primeiro imperador Ly era um monge budista e era patrocinado por líderes budistas. Os imperadores Ly eram angariadores de fundos e patrocinadores da Sangha Budista. O budismo se tornou a religião do estado quando membros da família imperial e da nobreza fizeram peregrinações, apoiaram a construção de pagodes, às vezes até ingressaram na vida monástica e, de outras formas, participaram ativamente das práticas budistas. O reino era governado de acordo com as ideias e leis budistas.  Os imperadores construíram pagodes para comemorar vitórias militares, como quando Lý Thường Kiệt derrotou os Song, o pagode Bao An foi construído para mostrar gratidão ao Buda. 
Além do budismo, os imperadores também participavam de outras cerimônias religiosas envolvendo espíritos locais, deuses de Indra e Brahma. Santuários foram construídos em homenagem às irmãs Trung e ao rei dos reis Phung Hung.  Os membros monásticos se tornaram uma classe privilegiada de proprietários de terras, isentos de impostos e deveres militares. Uma inscrição em pedra datada de 1209 do Templo Bao An relata que o imperador doou 126 acres de terra ao clero, três aos guardiões de pagodes e festivais espirituais.  Outras inscrições e pedras rúnicas também descrevem o importante papel do budismo na monarquia e na sociedade vietnamita. 
O Imperador Lý Thánh Tông ordenou a construção do Templo da Literatura e encomendou as estátuas do Duque de Zhou e de Confúcio. 

## Moda

### Nobreza
O Imperador usava uma túnica dourada, calças roxas e usava o cabelo preso em um coque preso com um broche dourado. Os oficiais da corte e os aristocratas usavam uma túnica escura com quatro abas, colarinho bem abotoado, calças escuras e usavam um coque com um broche de ferro. Na cabeça, eles usavam um chuddar de gaze preta e um boné pontudo. Eles também usavam sandálias de couro e carregavam leques de penas de cegonha. Os uniformes militares eram: boné “dau mau” cobrindo as orelhas, túnica na altura do joelho, mangas bem costuradas e bem ajustadas ao redor do pulso. Todo o traje era coberto com pequenas peças de armadura cheias de desenhos em espiral ou padrões de múltiplas flores grandes com pétalas no peito. Além disso, havia padrões de abas curvas paralelas ou desenhos em espiral, abaixo dos quais pendiam pequenos sinos, franjas caídas e, finalmente, uma linha de sinos. Em alguns outros tipos de vestidos, as alças eram adornadas com sinos, e as duas faixas dos ombros e a cintura eram decoradas com desenhos de rostos de tigre. A superfície do vestido era decorada com pequenas flores proeminentes de várias pétalas. O tecido tinha um padrão de ladrilhos ou escamas, que poderia ter sido bordado ou tecido no tecido. Uma faixa feita de pano era amarrada com as pontas caindo para a frente. Se uma faixa de couro fosse usada, ela seria firmemente presa ao redor da barriga para revelar os músculos do corpo. As botas iam até o joelho e eram decoradas de forma simples. 

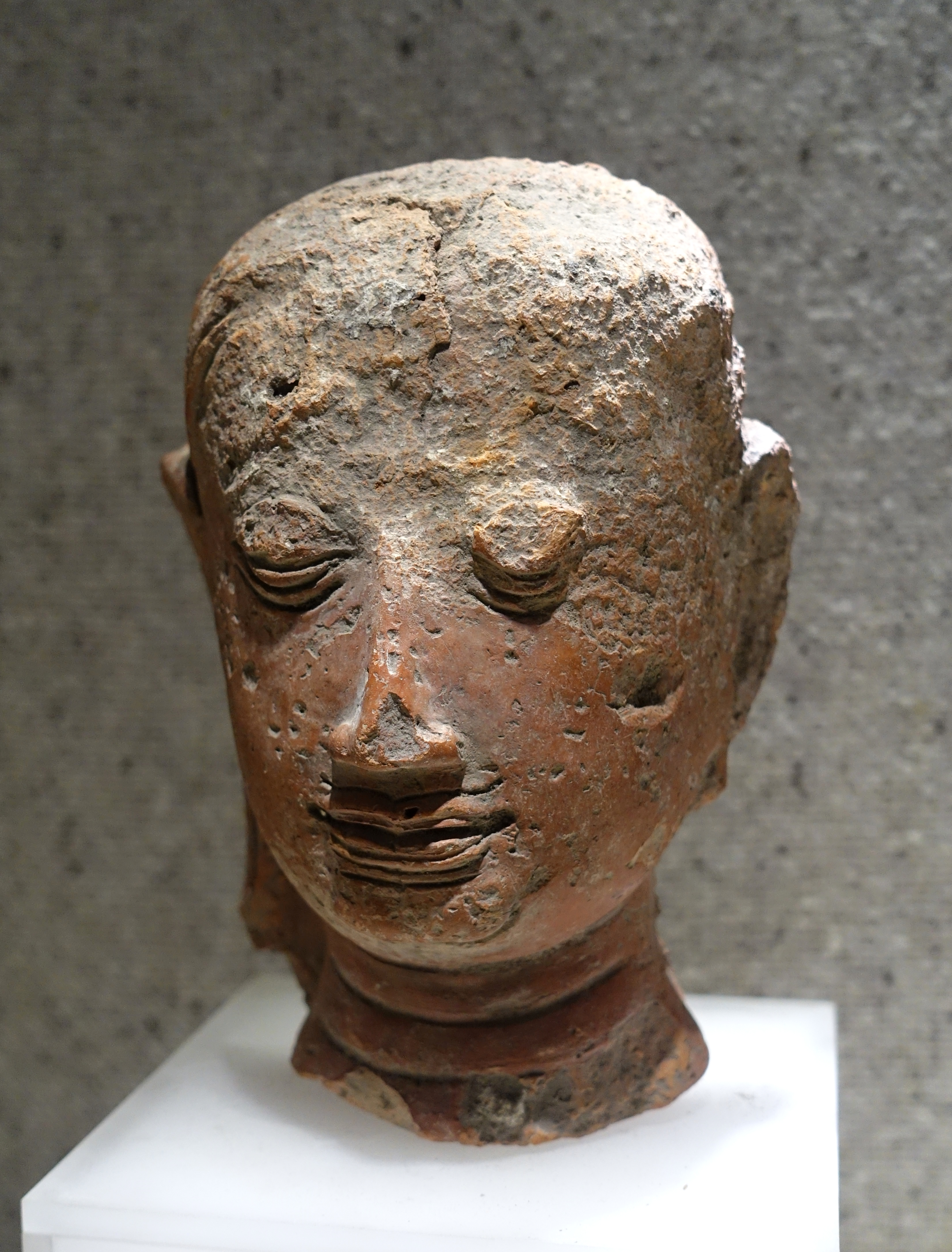
Cabeça de Buda em terracota vietnamita

As dançarinas usavam um coque “em direção ao céu”, uma franja decorativa de cabelo na testa, com flores adornando o cabelo. Elas usavam pulseiras, colares de contas e saias curtas com várias pregas. Os figurinos dos músicos eram bem originais. Uma touca cobria completamente os cabelos, com uma parte superior alta e com franjas em zigue-zague. A camisa interna era de mangas compridas, justas nos pulsos. Somado a isso, havia uma camisa de manga curta, com cacos de vân kiên. Eles usavam largas tiras de tecido bordadas e franjadas ao redor da cintura. Nas panturrilhas usavam perneiras e, cobrindo os pés, sapatos de lona de bico fino. 
A tatuagem continuou sendo um costume durante esse período, uma prática comum também para o rei e seus soldados. Os Guardas Imperiais tatuaram marcas características no peito e nas pernas, bem como padrões de dragões. Semelhante à Dinastia Lê Anterior, eles marcavam as três palavras Thiên tử quân na testa. As armaduras dos líderes militares também eram decoradas com sinos, o que indicava que eles eram muito gratos aos seus benfeitores. Isso foi feito com espírito de orgulho nacional e desenvolvimento contínuo de costumes tradicionais. Há uma estátua especial desse período que mostra um estilo de vestimenta muito refinado. A estátua do Buda Amitabha, às vezes conhecida como estátua de Buddhalokanatha, no Pagode Phật Tích é uma escultura de pedra de tirar o fôlego, com trajes sofisticados. O traje ritual tem franjas curvas, retas, em zigue-zague ou caídas, o que o torna cheio de movimento. As pregas do manto sobem como as veias de uma folha de lótus, bem ajustadas ao corpo, e caem verticalmente como uma corrente de água da nascente, ou suavemente como ondas no oceano, expandindo-se até mesmo horizontalmente de forma suave. Embora a estátua seja feita de pedra, as características acima mostram que o manto era largo e feito de tecidos lisos e delicados. A vestimenta interna, uma espécie de túnica, tem uma gola larga com bordas cruzadas. As mangas são bem largas. O cós, usado por fora da túnica, é amarrado no formato de um 8 horizontal, com tiras caídas. 

## Crônica
- Lý Thái Tổ
  - Lý Thái Tông
    - Lý Thánh Tông
      - Lý Nhân Tông
      - Sùng Hiền hầu
        - Lý Thần Tông
        - Lý Anh Tông
        - Lý Cao Tông
        - Lý Huệ Tông
        - Lý Chiêu Hoàng

## Galeria

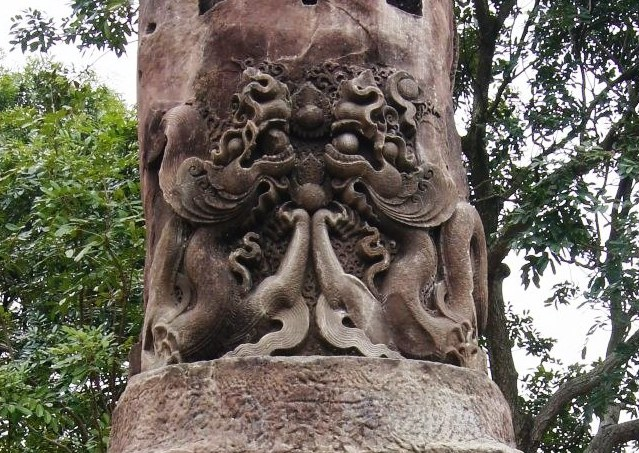
Dragões da dinastia Ly, Templo Dạm
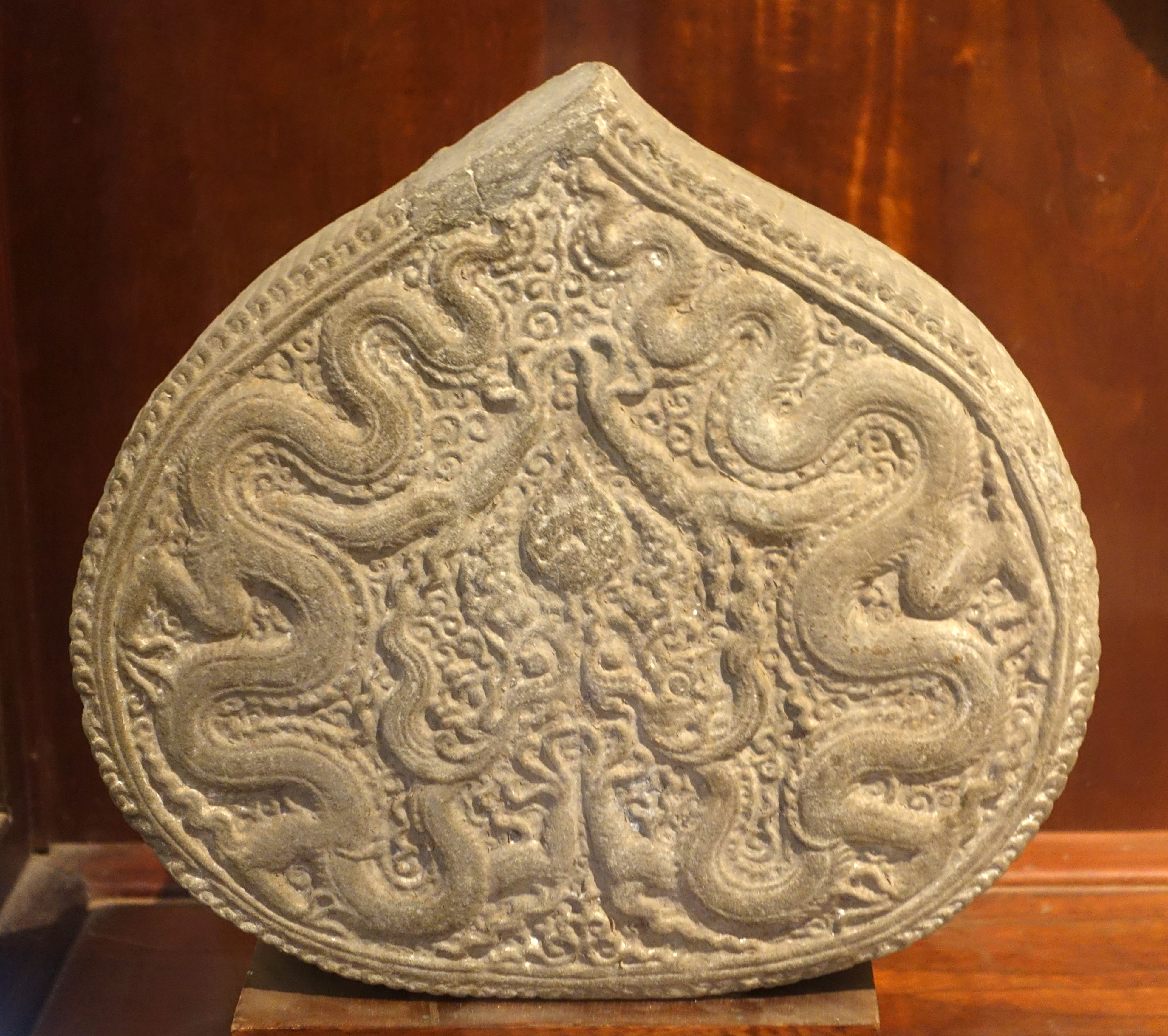
Folha de árvore Bodhi com escultura de dragão, um tema decorativo comum da dinastia Ly
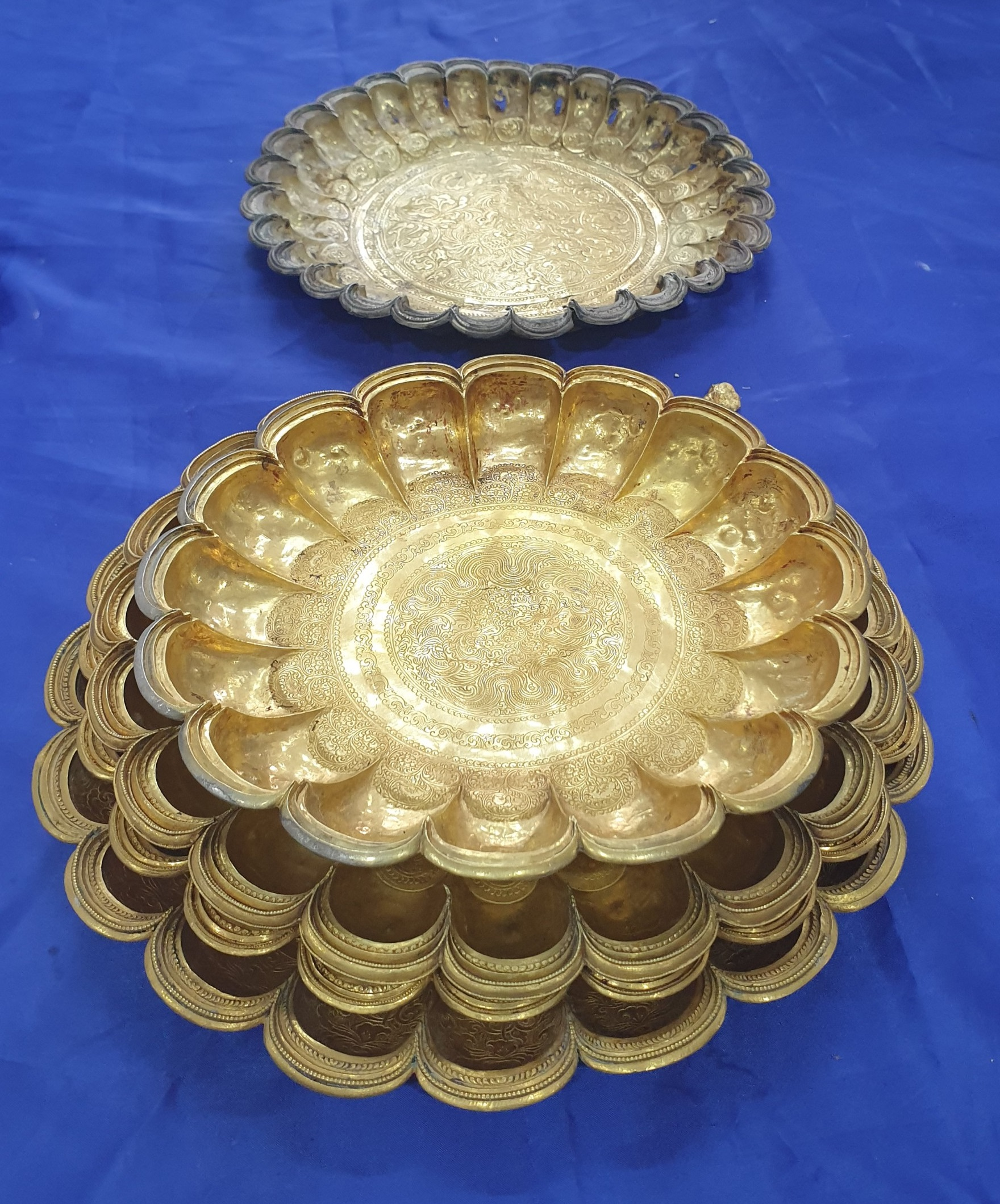
Pratos de ouro imperiais, Hung Yen, século XI
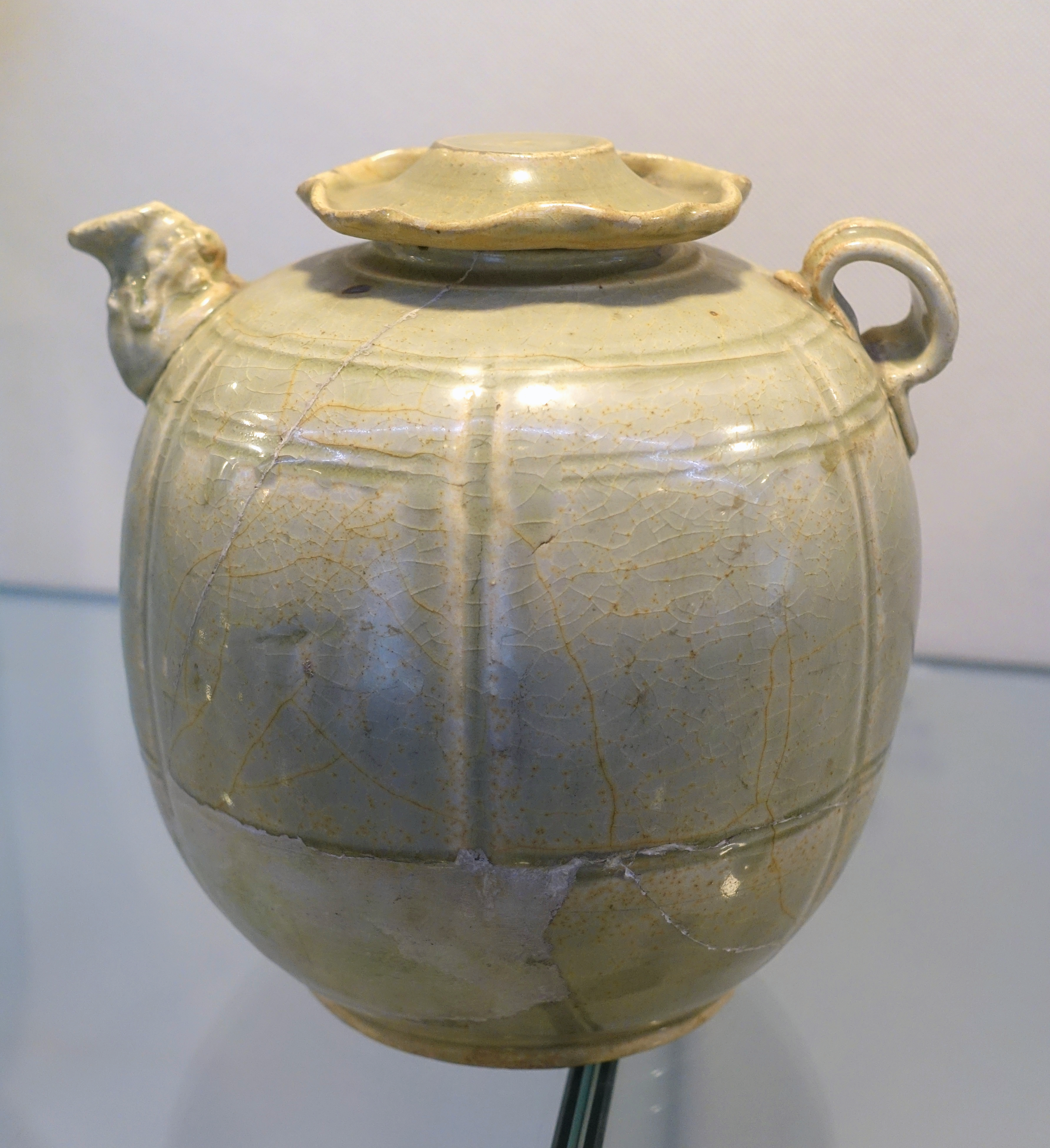
Bule de cerâmica vidrada Celedon, século XI
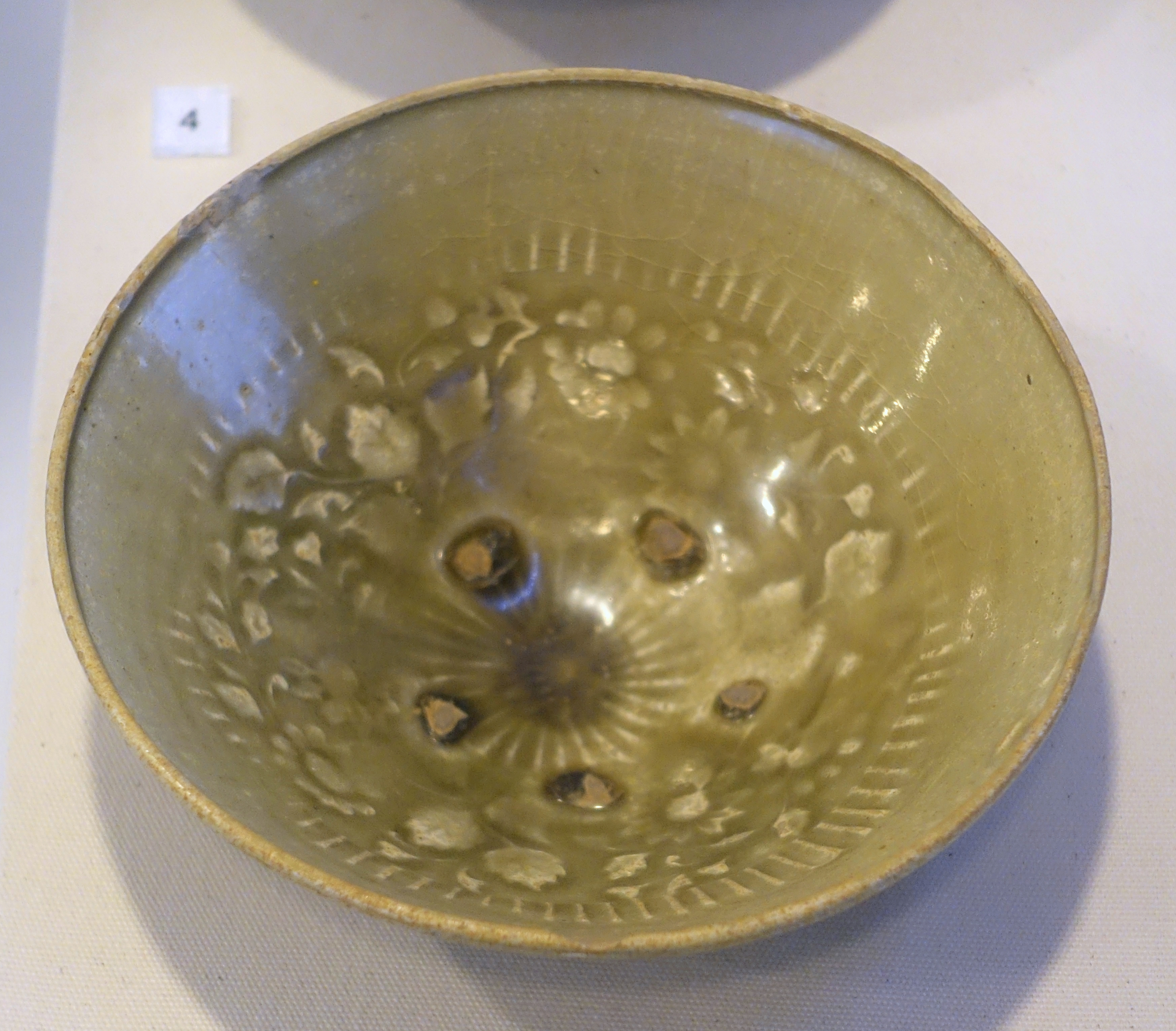
Cerâmica vidrada Celedon, século XI
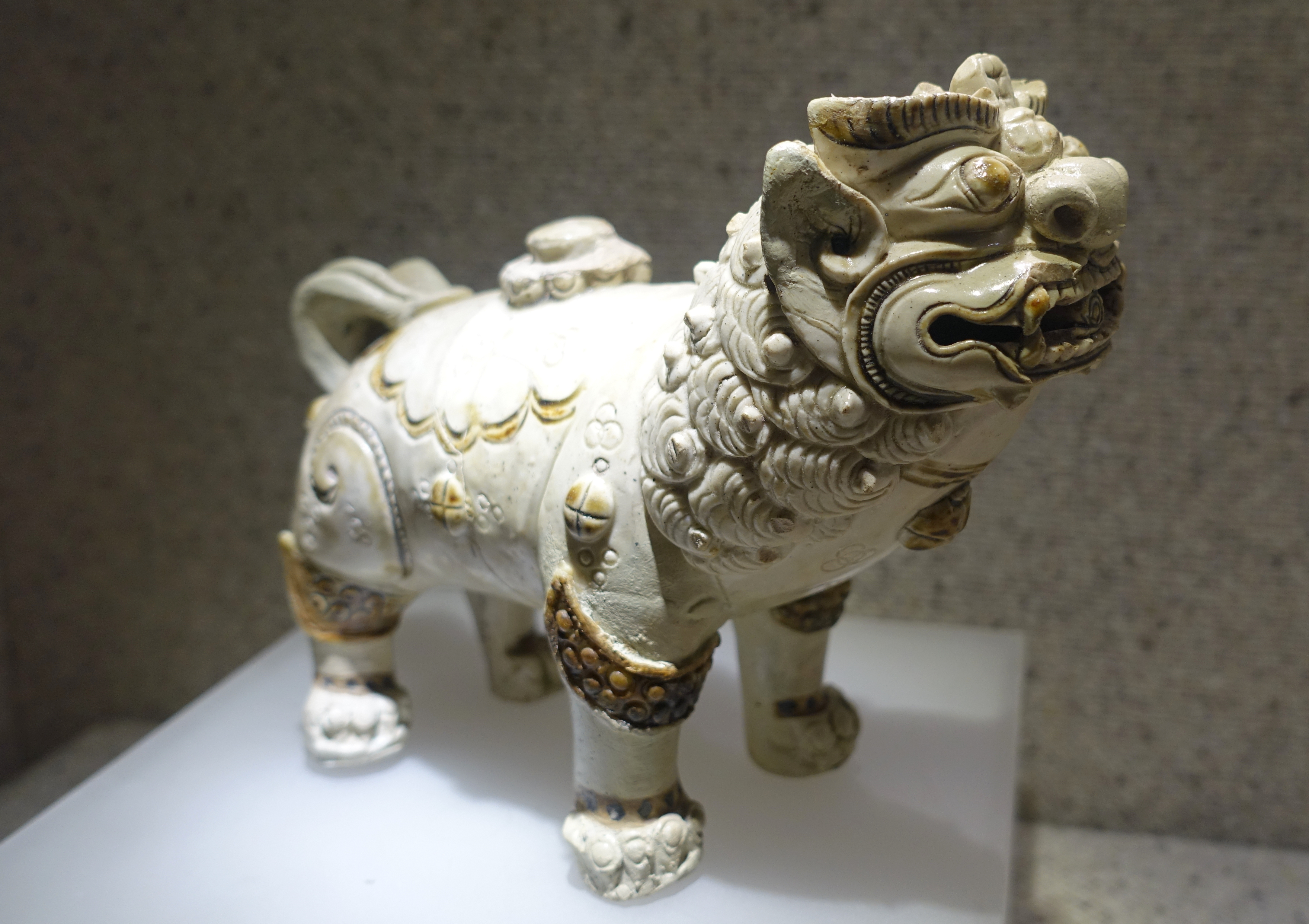
Leão de cerâmica, século XI
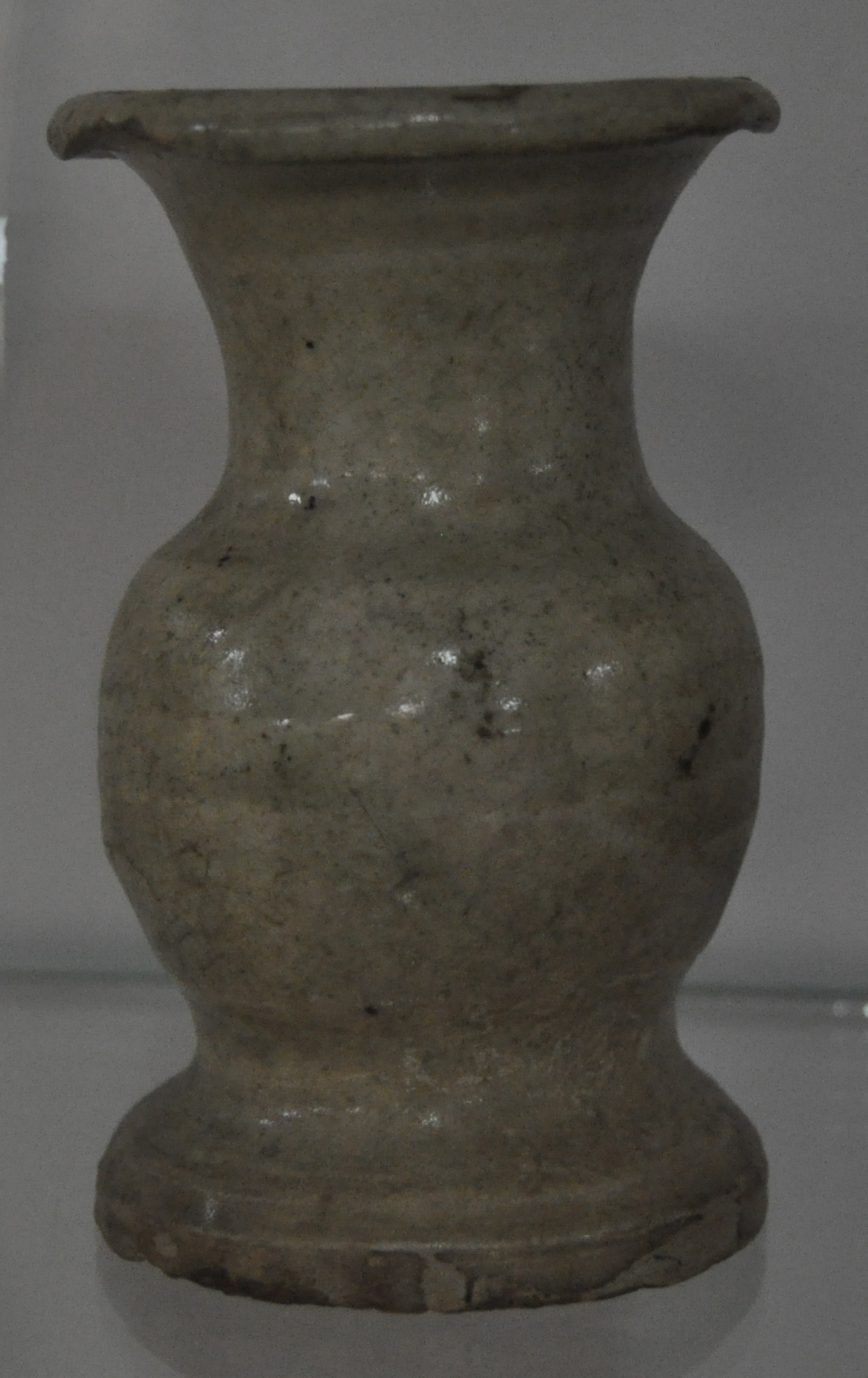
Vaso de cerâmica, séculos XI–XII
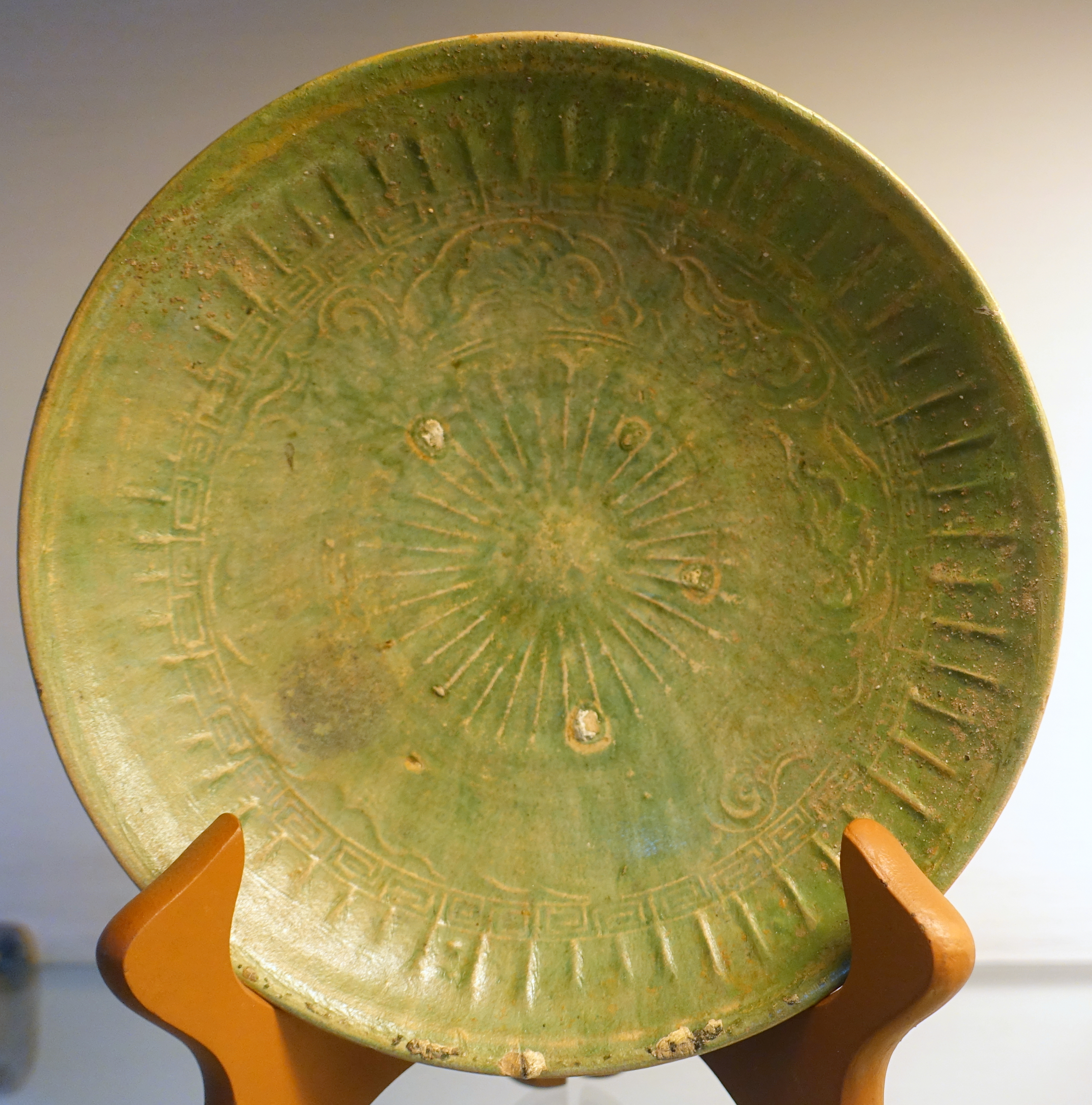
Prato de cerâmica, séculos XI-XII
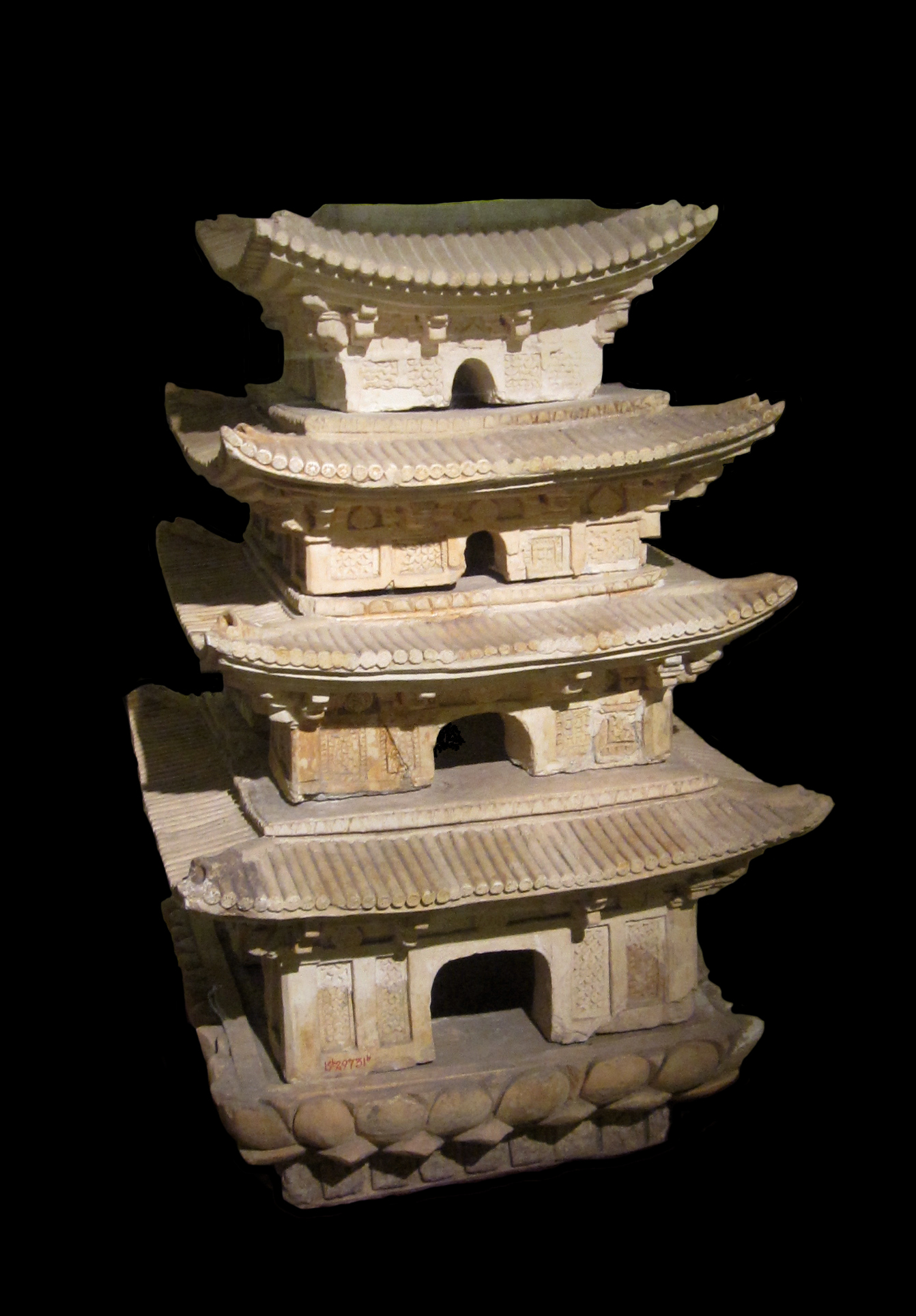
Modelo de pagode de terracota com decoração de lótus, folha de bodhi e dançarina, Hanói (séculos XI a XIII)
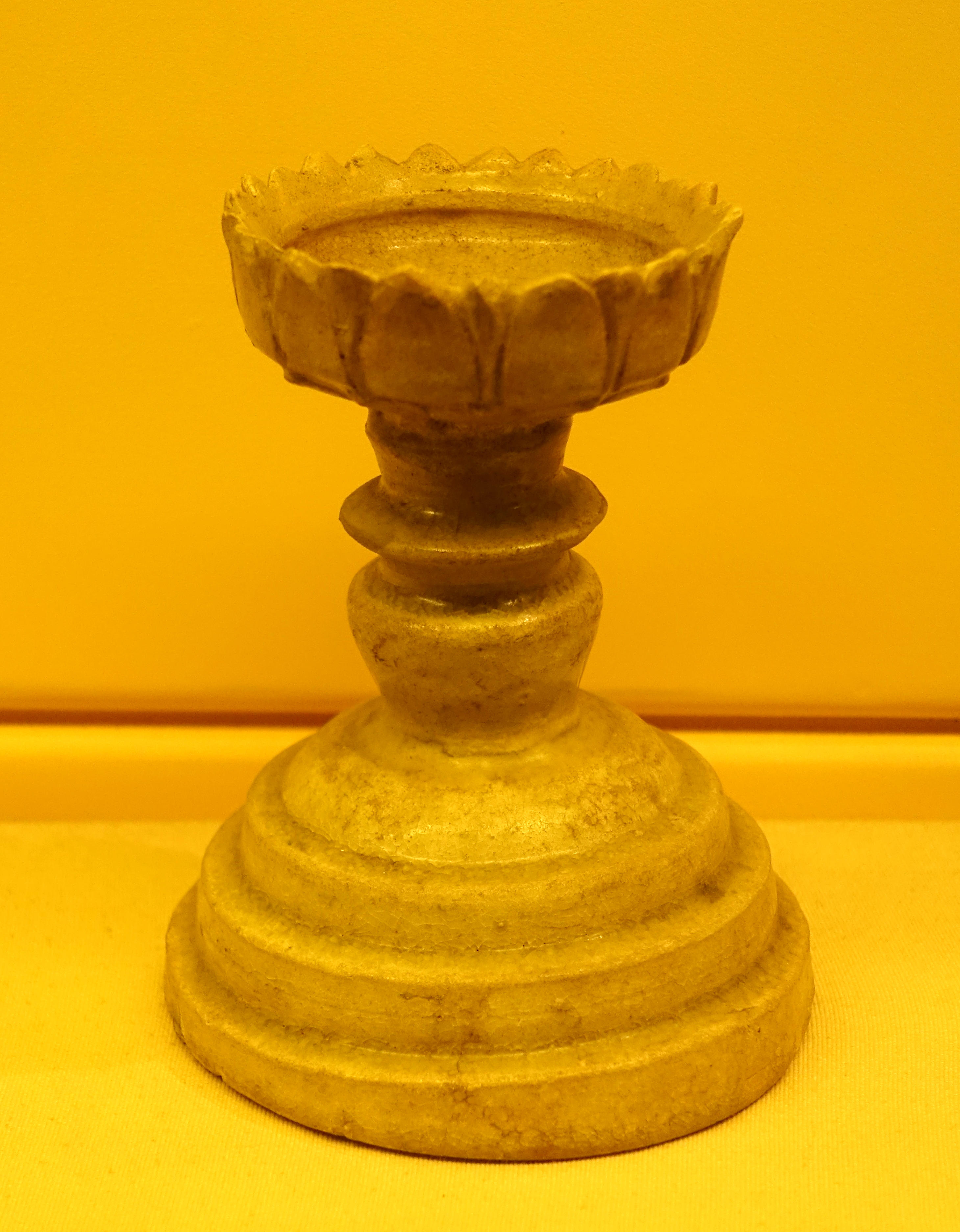
Base de lâmpada de óleo, séculos XI-XIII
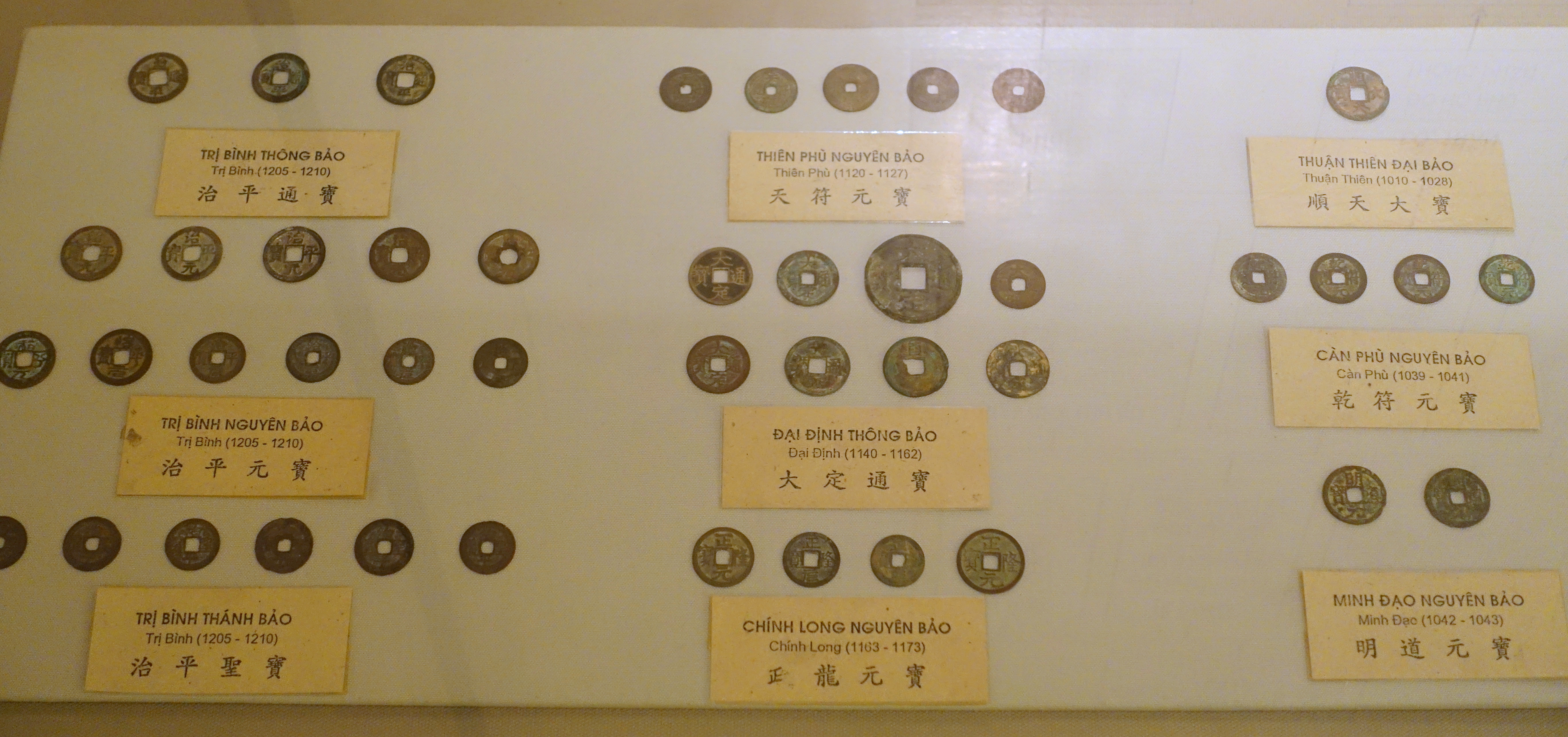
Moedas da dinastia Lý
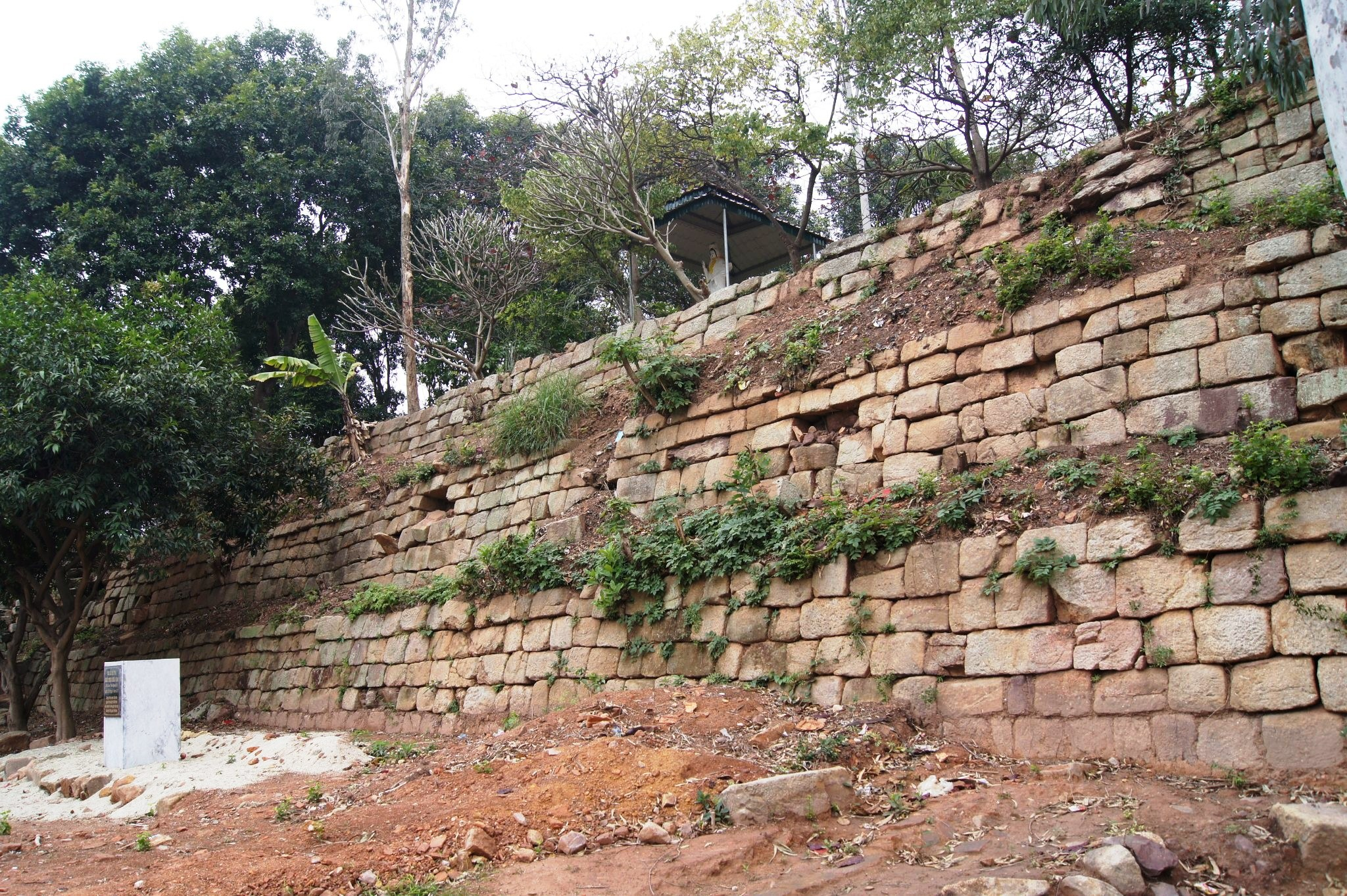
Antigo muro de pedra no pagode Dạm, século XI